# Scrittori di fantascienza
Elenco, in ordine alfabetico, degli autori che hanno scritto almeno un racconto o un romanzo di fantascienza.
Questa lista è suscettibile di variazioni e potrebbe essere incompleta o non aggiornata.

Nota sul criterio: si è scelto tale criterio (almeno uno tra racconti e romanzi) per non dover escludere autori i cui lavori, per quanto di ridotto numero nel genere, siano di valore.

## A
- (en) Vance Aandahl (n. 1942)
- (it) Giulia Abbate (n. 1983)
- (en) Lynn Abbey (n. 1948)

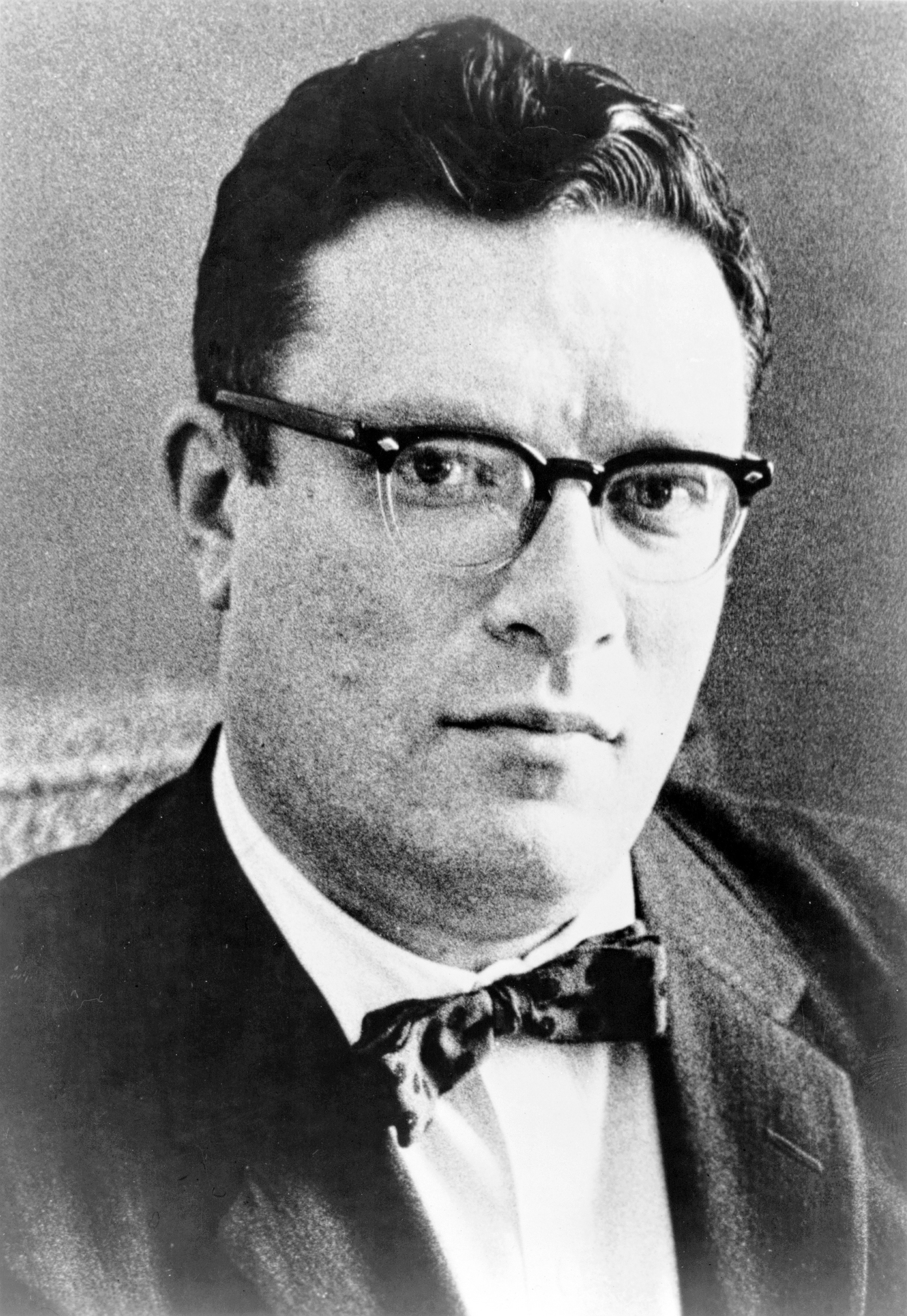
Isaac Asimov

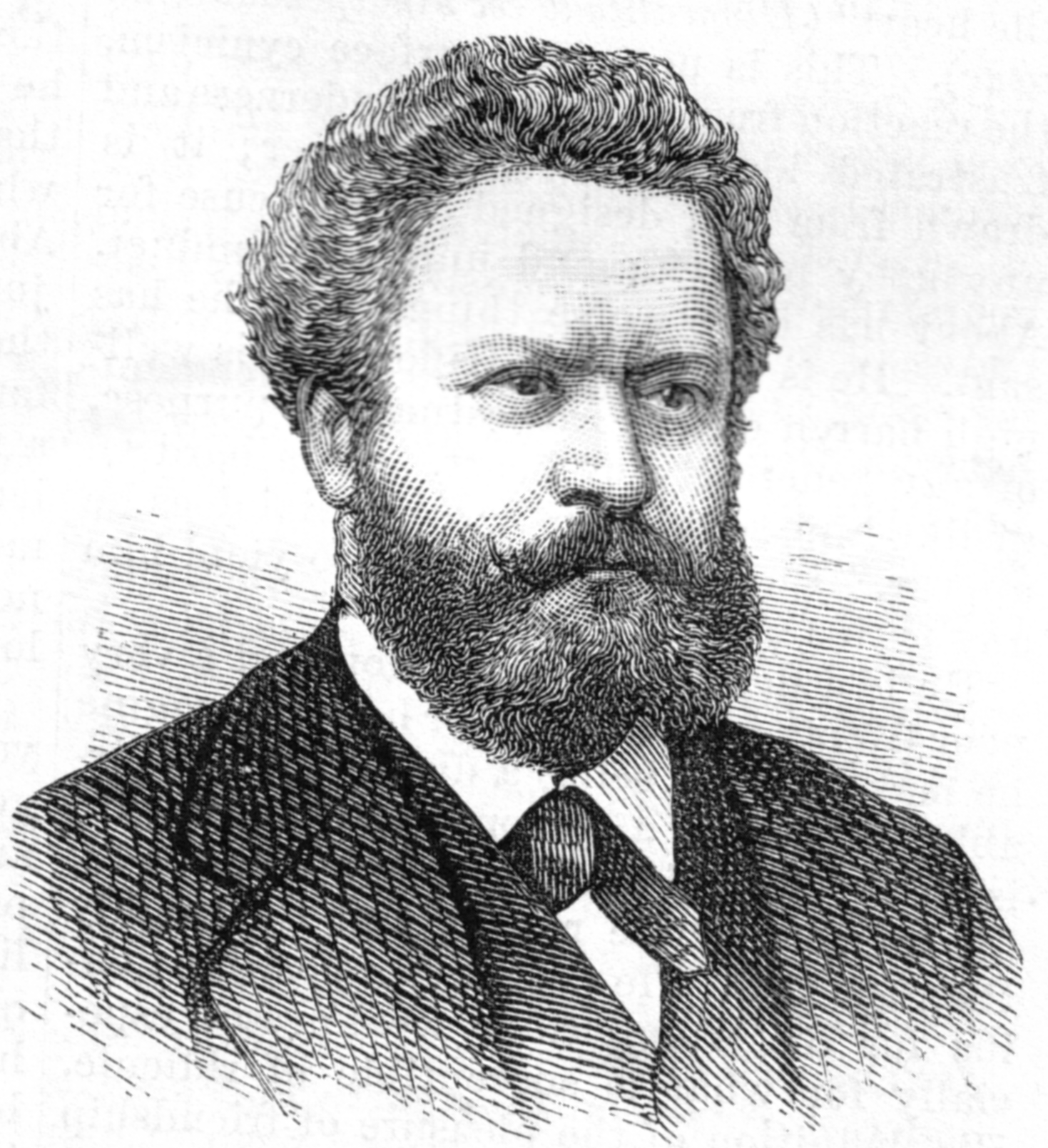
Edmond About

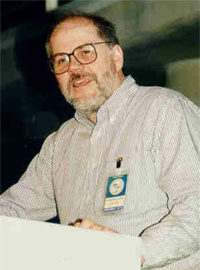
Roger MacBride Allen

- (ja) Kōbō Abe, pseudonimo di Kimifusa Abe (1924 – 1993)
- (en) Robert Abernathy (1924 – 1990)
- (en) Dafydd ab Hugh, pseudonimo di David D. Friedman (n. 1960)
- (en) Dan Abnett (n. 1965)
- (fr) Edmond About (1828 – 1885)
- (en) Forrest J. Ackerman (1916 – 2008)
- (en) Peter Ackroyd (n. 1949)
- (ru) Grigori Borissowitsch Adamov (1886 – 1945)
- (en) Douglas Adams (1952 – 2001)
- (en) Robert Adams (1932 – 1990)
- (ro) Felix Aderca (1891 – 1962)
- (en) Allen Adler (1916 – 1964)
- (de) Detlev P. Adler
- (it) Eraldo Affinati (n. 1956)
- (it) Paolo Agaraff, pseudonimo collettivo di Gabriele Falcioni, Roberto Fogliardi e Alessandro Papini
- (fr) Marc Agapit, pseudonimo di Adrien Sobra (1897 – 1985)
- (it) Ludovico Agostini (1536 – 1609)
- (en) Jerry Ahem (n. 1946)
- (bn) Humayun Ahmed (n. 1948)
- (en) Joan Aiken (1924 – 2004)
- (en) Jim Aikin (n. 1948)
- (ru) Čyngyz Ajtmatov (1928 – 2008)
- (en) Alan Burt Akers, pseudonimo di Kenneth Bulmer (1921 – 2005)
- (it) Fabio Albergati (1538 – 1606)
- (de) Johann Friedrich Ernst Albrecht (1752 – 1814)
- (it) Lino Aldani (1926 – 2009)
- (en) Brian W. Aldiss (n. 1925)
- (en) Buzz Aldrin (n. 1930)
- (en) David M. Alexander (n. 1945)
- (en) Karl Alexander (n. 1944)
- (en) Lloyd Chudley Alexander (1924 – 2007)
- (fr) Alphonse Allais (1854 – 1905)
- (en) Roger MacBride Allen (n. 1957)
- (en) Woody Allen (n. 1935)
- (en) Fred Allhoff (1904 – 1988)
- (de) Hans Joachim Alpers (n. 1943)
- (en) Steve Alten (n. 1959)
- (de) Wolfgang Altendorf (1921 – 2007)
- (it) Alan D. Altieri, pseudonimo di Sergio Altieri (n. 1952)
- (it) Donato Altomare (n. 1951)
- (ru) Genrich Altow (1926 – 1998)
- (ru) Genrich Altshuller, pseudonimo di Genrich Altow (1926 – 1998)
- (de) Will Amberg
- (en) Eric Ambler (1909 – 1998)
- (de) Ferdinand Amersin
- (de) Carl Amery (1922 – 2005)
- (en) Kingsley Amis (1922 – 1995)
- (en) Martin Amis (n. 1949)
- (it) Niccolò Ammaniti (n. 1966)
- (ru) Nikolai Amosow  (1913 – 2002)
- (de) Joachim Andermann (1880 – ?)
- (en) Chester Anderson (1932 – 1991)
- (en) Colin Anderson (n. 1933)
- (en) Karen Anderson (n. 1932)
- (en) Kevin J. Anderson (n. 1962)
- (en) Poul Anderson (1926 – 2001)
- (en) William C. Anderson (1920 – 2003)
- (fr) Jean-Pierre Andrevon (n. 1937)
- (de) Bert Andrew
- (en) Christopher Andrews (n. 1970)
- (en) E. Amalia Andujar
- (en) Frank Anmar, pseudonimo di William F. Nolan (n. 1928)
- (en) John Anthony (1916 – 1986)
- (en) Patricia Anthony (1947 – 2013)
- (en) Piers Anthony (n. 1934)
- (de) Ludwig Anton (1872 – 1941)
- (de) Uwe Anton (n. 1956)
- (en) Christopher Anvil, pseudonimo di Harry C. Crosby jr. (1925 – 2009)
- (en) K. A. Applegate (n. 1956)
- (es) Ángel Arango (1926 – 2013)
- (cs) Jakub Arbes (1840 – 1914)
- (en) E. L. Arch, pseudonimo di Rachel R. Cosgrove Payes (1922 – 1988)
- (it) Paolo Aresi (n. 1958)
- (de) Karl Michael Armer (n. 1950)
- (en) Michael Armstrong (n. 1956)
- (en) Eleanor Arnason (n. 1942)
- (de) Karl Michael Armer (n. 1950)
- (de) Marliese Arold (n. 1958)
- (pl) Stephen Arr, pseudonimo di Stephen Alexander Rynas (1922 – 2012)
- (en) Robert Arthur (1909 – 1969)
- (de) Robert Artner, pseudonimo collettivo di Ulf Miehe e Walter Ernsting (1940 – 1989 / 1920 – 2005)
- (en) Catherine Asaro (n. 1955)
- (it) Claudio Asciuti (n. 1956)
- (en) Neal Asher (n. 1961)
- (en) Francis Leslie Ashton (1904 – 1994)
- (en) Isaac Asimov (1920 – 1992)
- (en) Janet Asimov alias Janet Jeppson Asimov (n. 1926)
- (en) Nancy Asire (n. 1945)
- (de) Tom Askom, pseudonimo di Klaus Diedrich (n. 1951)
- (en) Scott Asnin (n. 1944)
- (en) Robert Lynn Asprin (1946 – 2008)
- (de) Martin Atlas (1878 – ?)
- (en) Alfred Angelo Attanasio (n. 1951)
- (en) Margaret Atwood (n. 1939)
- (en) Arnold M. Auerbach (1912 – 1998)
- (de) Otto Augenrieth
- (en) Michael Avallone (1924 – 1999)
- (it) Tullio Avoledo (n. 1957)
- (en) Roger Dee Aycock (1914 – 2004)
- (fr) Ayerdhal, pseudonimo di Marc Soulier (n. 1959)
- (fr) Marcel Aymé (1902 – 1967)
- (it) Jack Azimov, pseudonimo condiviso da Luigi Naviglio (1936 – 2001), Antonio Bellomi (n. 1945), Pierfrancesco Prosperi (n. 1945)

## B
- (cs) Vladimír Babula (1919 – 1966)

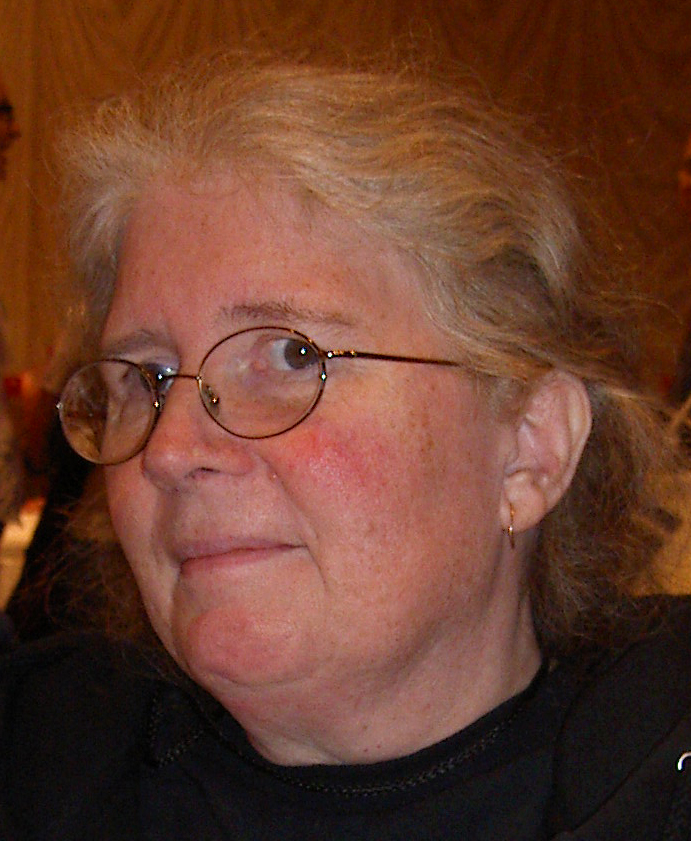
Kage Baker

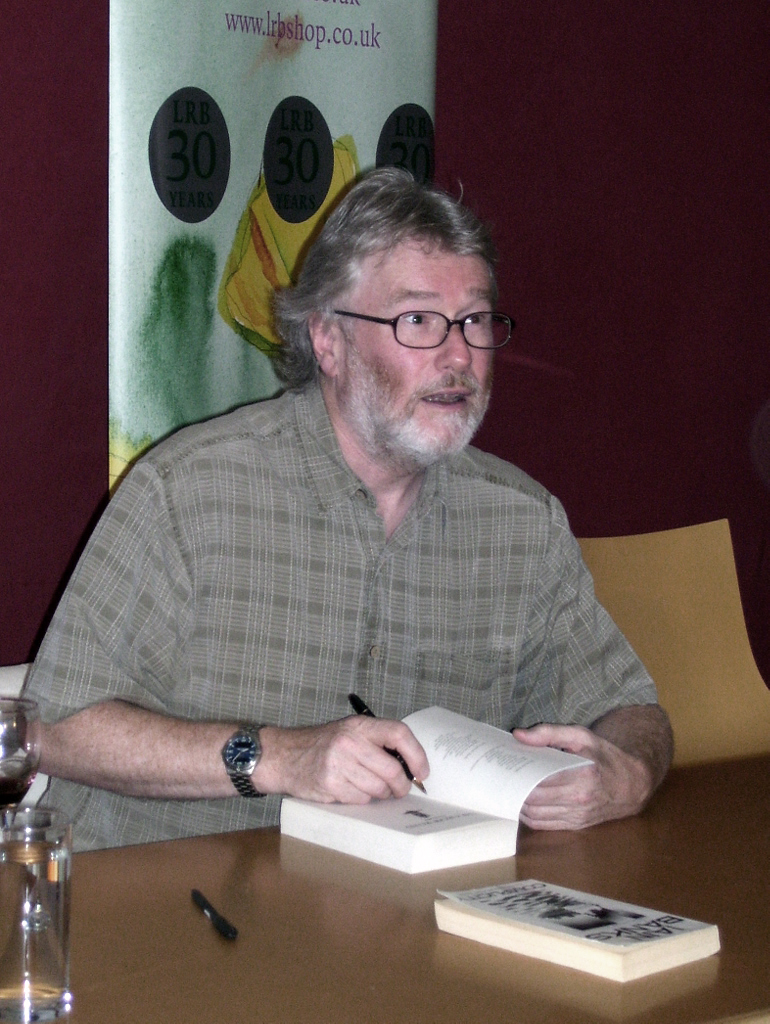
Iain M. Banks

- (it) Vittorio Baccelli (1941 – 2011)
- (de) Hans Bach (n. 1940)
- (en) Richard Bachman, pseudonimo di Stephen King (n. 1947)
- (de) Tobias Bachmann (n. 1977)
- (en) Paolo Bacigalupi (n. 1972)
- (en) Francesco Bacone (1561 – 1626)
- (de) Richard Baerwald (1867 – 1929)
- (de) Philippine Demuth Baeuerle
- (it) Marren Bağels, pseudonimo di Maria De Barba (n. 1946)
- (en) Hilary Bailey (n. 1936)
- (en) Alan K. Baker (n. 1964)
- (en) Kage Baker (1952 – 2010)
- (en) Scott Baker (n. 1947)
- (en) Nigel Balchin (1908 – 1970)
- (en) Brian N. Ball (n. 1932)
- (de) Kurt Herwarth Ball, pseudonimo di Joachim Dreetz (1903 – 1977)
- (en) Tony Ballantyne
- (en) J. G. Ballard (1930 – 2009)
- (en) Bill S. Ballinger (1912 – 1980)
- (en) Edwin Balmer (1883 – 1959)
- (de) Jörn Bambeck (n. 1942)
- (en) Manly Banister (1914 – ?)
- (en) Iain M. Banks (1954 – 2013)
- (en) Raymond E. Banks (1918 – 1974)
- (it) Anna Banti (1895 – 1985)
- (it) Adriano Baracco alias Audie Barr (1907 – 1976)
- (pl) Marek Baraniecki (n. 1954)
- (es) Elia Barceló (n. 1957)
- (en) Alan Barclay, pseudonimo di George Barclay Tait (1909 – 1991)
- (fr) René Barjavel (1911 – 1985)
- (en) Haskell Barkin
- (en) Arthur K. Barnes (1911 – 1969)
- (en) John Barnes (n. 1957)
- (en) Julian Barnes (n. 1946)
- (en) Steven Barnes (n. 1952)
- (en) William Barnwell (n. 1943)
- (it) Audie Barr (1907 – 1976), pseudonimo di Adriano Baracco
- (en) Donald Barr (1921 – 2004)
- (en) Stephen Barr
- (pt) João Manuel Rosado Barreiros (n. 1952)
- (en) Neal Barrett Jr. (1929 – 2014)
- (en) William E. Barrett (1900 – 1986)
- (pt) José de Barros, pseudonimo di João Manuel Rosado Barreiros (n. 1952)
- (en) Gertrude Barrows Bennett alias Francis Stevens (1883 – 1948)
- (en) William Renald Barton III (n. 1950)
- (en) Max Barry (n. 1973)
- (de) Otto Basil (1901 – 1983)
- (en) T. J. Bass, pseudonimo di Thomas J. Bassler (n. 1932)
- (en) John Calvin Batchelor (n. 1948)
- (en) Harry Bates (1900 – 1981)
- (en) Russell Bates (n. 1941)
- (fr) Michel Baudouy
- (en) L. Frank Baum (1856 – 1919)
- (pl) Milan Bauman
- (en) John Baxter (n. 1939)
- (en) Stephen Baxter (n. 1957)
- (en) Barrington J. Bayley (1937 – 2008)
- (en) Pietro H. Bazan
- (en) David Bear (1911 – 1982)
- (en) Elizabeth Bear, pseudonimo di Sarah Bear Elizabeth Wishnevsky (n. 1971)
- (en) Greg Bear (n. 1951)
- (en) Jerome Beatty jr. (1916 – 2002)
- (en) Charles Beaumont, pseudonimo di Charles Leroy Nutt (1929 – 1967)
- (fr) Robert Beauvais (n. 1951)
- (de) Otto F. Beer (1910 – 2002)
- (cs) František Běhounek (1898 – 1973)
- (ru) Aleksandr Romanovič Beljaev (1884 – 1942)
- (en) Frank Belknap Long (1903 – 1994
- (en) Eric Temple Bell alias John Taine (1883 – 1960)
- (en) Edward Bellamy (1850 – 1898)
- (it) Antonio Bellomi alias Jack Azimov, Alex Balto, Mario De Luigi, A. L. Fairman, Giorgio Franceschini, James Gut, Luigi Randa (n. 1945)
- (en) Don Bendell (n. 1947)
- (en) Stephen Vincent Benet (1898 – 1943)
- (en) Gregory Benford (n. 1941)
- (it) Stefano Benni (n. 1947)
- (en) Donald R. Bensen (1927 – 1997)
- (en) E. F. Benson (1867 – 1940)
- (en) Robert Hugh Benson (1871 – 1914)
- (en) J. D. Beresford (1873 – 1947)
- (fr) Savinien Cyrano de Bergerac (1619 – 1655)
- (en) Howard Berk (n. 1926)
- (es) Gabriel Bermúdez Castillo (n. 1934)
- (en) Bryan Berry (1930 – 1955)
- (it) Julian Berry, pseudonimo di Ernesto Gastaldi (n. 1934)
- (de) Norbert Bertelsbeck (n. 1958)
- (en) Jack Bertin, pseudonimo di Peter B. Germano (1913 – 1983)
- (it) Giovanni Bertinetti (1872 – 1950)
- (en) Alexander Besher (n. 1951)
- (fr) Richard Bessière, alias F. Richard-Bessière (1923 – 2011)
- (en) Alfred Bester (1913 – 1987)
- (en) Bruce Bethke (n. 1955)
- (en) Lauren Beukes (n. 1976)
- (de) Klaus Beuchler (1926 – 1992)
- (en) Glen M. Bever (n. 1947)
- (de) Stanislaus Bialkowski (1897 – 1959)
- (en) Carl L. Biemiller (1912 – 1979)[1]
- (en) Ambrose Bierce (1842 – 1914?)
- (en) Lloyd Biggle Jr. (1923 – 2002)
- (ru) Dmitri Bilenkin (1933 – 1987)
- (en) H. e A. Bilker, nome comune di Harvey L. Bilker e Audrey Bilker
- (de) Eando Binder, pseudonimo comune di Earl e Otto Binder (1904 – 1965 e 1911 – 1975)
- (de) Earl Binder (1904 – 1965)
- (de) Otto Binder (1911 – 1975)
- (no) Jon Bing (n. 1944)
- (de) Henry Bings, pseudonimo di Heinz Bingenheimer (1922 – 1964)
- (es) Adolfo Bioy Casares (1914 – 1999)
- (en) John Birmingham (n. 1964)
- (en) Dave Bischoff (n. 1951)
- (en) Michael Bishop (n. 1945)
- (en) Terry Bisson (n. 1942)
- (en) Jerome Bixby (1923 – 1998)
- (en) John Blackburn (1923 – 1993)
- (en) E. Michael Blake (n. 1954)
- (en) Malorie Blackman (n. 1962)
- (en) Jayme Lynn Blaschke (n. 1969)
- (it) Pino Blasone
- (en) James Paul Blaylock (n. 1950)
- (cs) Karel Blažek (n. 1948)
- (en) Robert M. Blevins (n. 1954)
- (en) James Blish (1921 – 1975)
- (en) Robert Bloch (1917 – 1994)
- (cs) Jaroslav Boček (1932 – 2003)
- (it) Giovanni Bonifacio (1547 – 1635)
- (en) Ralph Blum (n. 1932)
- (en) Ernest Blyedown, pseudonimo di August Derleth
- (ru) Sergej Bobrow (1889 – 1971)
- (fr) Aliette de Bodard (n. 1982)
- (da) Anders Bodelsen (n. 1937)
- (en) Herb Boehm, pseudonimo di John Varley (n. 1947)
- (ru) Aleksandr Aleksandrovič Bogdanov (1873 – 1928)
- (de) Frank Böhmert (n. 1962)
- (en) Maya Kaathryn Bohnhoff (n. 1954)
- (en) John Boland (1913 – 1977)
- (en) Paul Darcy Boles (1916 – 1984)
- (it) Norah Bolton, pseudonimo di Bianca Nulli
- (it) Ugo Bonanate
- (en) Nelson S. Bond (1908 – 2006)
- (en) Paul Bond
- (en) J. F. Bone (1916 – 2006)[2]
- (en) Wayne Bongianni
- (de) Otto Bonhoff (1931 – 2001)
- (it) Massimo Bontempelli (1878 – 1960)
- (fr) Karol Bor alias Jan De Fast (n. 1914)
- (fr) Pierre Bordage (n. 1955)
- (it) Carlo Bordoni alias Charley B. Drums (n. 1946)
- (es) Jorge Luis Borges (1899 – 1986)
- (de) Frank Borsch (n. 1966)
- (hu) György Botond – Bolics (1913 – 1975)
- (en) Anthony Boucher, pseudonimo di William Anthony Parker White (1911 – 1968)
- (fr) Pierre Boulle (1912 – 1994)
- (en) Sydney J. Bounds (1920 – 2006)
- (en) Mark Bourne (n. 1961)
- (en) Ben Bova (n. 1932)
- (en) Chris Boyce (1943 – 1999)
- (en) John Boyd, pseudonimo di Boyd Bradfield Upchurch (1919 – 2013)
- (en) J. P. Boyd, nome completo John Philip Boyd (n. 1951)
- (en) Lyle G. Boyd alias Lyle G. e William Boyd
- (sv) Karin Boye (1900 – 1941)
- (en) Charlotte Boyett – Compo, nata Charlotte Dawn Boyett (n. 1948)
- (en) G. Richard Bozarth
- (en) Leigh Brackett (1915 – 1978)
- (en) Ray Bradbury (1920 – 2012)
- (en) Scott Bradfield (n. 1955)
- (en) Marion Zimmer Bradley (1930 – 1999)
- (en) Gillian Bradshaw (n. 1956)
- (en) Jonathan Brand
- (de) Kurt Brand (1917 – 1991)
- (de) Andreas Brandhorst (n. 1956)
- (de) Mark Brandis, pseudonimo di Nikolai von Michalewski (1931 – 2000)
- (de) Alexander Brändle (1923 – 1984)
- (de) Gerhard Branstner (1927 – 2008)
- (en) Juleen Brantingham (n. 1942)
- (cs) Zdena Bratršovská
- (de) Günter Braun (1928 – 2008)
- (de) Johanna Braun (1929 – 2008)
- (en) Lise Braun (1937 – 1999)
- (de) Rudolf Braunburg (n. 1924)
- (en) Coleman Brax alias M. Coleman Easton (n. 1942)
- (it) John Bree, pseudonimo di Gianfranco Briatore (1935 – 2011)
- (de) Fritz Brehmer (1873 – 1952)
- (de) Uwe Bremer (n. 1940)
- (en) Herbie Brennan alias J. H. Brennan, pseudonimo di James Herbert Brennan (n. 1940)
- (en) Joseph Payne Brennan (1918 – 1990)
- (en) Kathleen Brennan
- (de) Wolf D. Brennecke (n. 1924)
- (de) Robert Brenner (n. 1931)
- (it) Paolo Brera (n. 1949)
- (en) Reginald Bretnor (1911 – 1992)
- (en) Miles J. Breuer (1889 – 1947)
- (de) Hans Theodor Brik (1899 – 1982)
- (en) David Brin (n. 1950)
- (no) Tor Åge Bringsværd (n. 1939)
- (it) Peter Brisbin (pseudonimo di ?)
- (it) Enrico Brizzi (n. 1974)
- (ru) Valerij Brjussow (1873 – 1924)
- (it) Paolo Broccolino (1977)
- (de) Peter Brock
- (en) Damien Broderick (n. 1944)
- (de) Wilhelm Wolfgang Bröll (1913 – 1989)
- (it) Daniele Brolli (n. 1959)
- (en) Kristi Brooks (n. 1980)
- (en) Terry Brooks (n. 1944)
- (en) John Raymond Brosnan (1947 – 2005)
- (pl) Jerzy Broszkiewicz (n. 1944)
- (en) Clyde Brown
- (en) Eric Brown (n. 1960)
- (en) Fredric Brown (1906 – 1972)
- (en) Harrison Brown (1917 – 1986)
- (en) Molly Brown (? – )
- (en) Nigel Brown
- (en) Rosel George Brown (1926 – 1967)
- (en) Simon Brown (n. 1956)
- (en) Timothy M. Brown
- (en) Wenzell Brown (1911 – 1981)
- (de) William Brown, pseudonimo collettivo di Ernst Hermann Richter, Hans Peschke e Winfried Scholz
- (en) Mildred Downey Broxon (n. 1944)
- (de) Karl Bruckner (1906 – 1982)
- (de) Winfried Bruckner (1937 – 2003)
- (en) John Brunner (1934 – 1995)
- (de) Winfried Brunngraber (n. 1945)
- (fr) B. R. Bruss alias Roger Blondel, René Bonnefoy (1895 – 1980)
- (fr) Serge Brussolo (n. 1951)
- (en) Steven Brust (n. 1955)
- (en) Edward Bryant (n. 1945)
- (ru) Valery Yakovlevich Bryusov (1873 – 1924)
- (fr) François Bucher (1927 – 1999)
- (en) Tobias S. Buckell (n. 1979)
- (en) Algis Budrys (1931 – 2008)
- (en) Lois McMaster Bujold (n. 1949)
- (ru) Michail Afanas'evič Bulgakov (1891 – 1940)
- (en) Kenneth Bulmer (1921 – 2005)
- (en) Edward Bulwer-Lytton, I barone Lytton (1803 – 1873)
- (ru) Kirill Bulytschow/Kir Bulychev/Kir Bulyčov, pseudonimo di Igor Moshejko (1934 – 2003)
- (en) Chris Bunch, pseudonimo di Christopher R. Bunch (1943 – 2005)
- (en) David R. Bunch (1925 – 2000)
- (en) Katharine Burdekin (1896 – 1963)
- (en) Eugene Burdick (1918 – 1965)
- (de) Bruno H. Bürgel (1875 – 1948)
- (de) Karl-Ulrich Burgdorf (n. 1952)
- (en) Anthony Burgess (1917 – 1993)
- (it) Giovanni Burgio (n. 1961)
- (en) Jonathan Burke (n. 1922)
- (en) William R. Burkett jr. (n. 1943)
- (en) Arthur J. Burks (1917 – 1993)
- (en) W. J. Burley
- (de) Albert Karl Burmester (1875 – 1948)
- (en) A. M. Burrage alias Alfred Mc Lelland (1889 – 1956)
- (en) Edgar Rice Burroughs (1875 – 1950)
- (en) William S. Burroughs (1914 – 1997)
- (en) Michael A. Burstein (n. 1970)
- (en) F. M. Busby (1921 – 2005)
- (en) Jim Butcher (n. 1971)
- (en) Octavia E. Butler (1947 – 2006)
- (en) Samuel Butler (1835 – 1902)
- (en) Michael Butterworth (n. 1947)
- (de) Harald Buwert (n. 1946)
- (it) Dino Buzzati (1906 – 1972)
- (en) S. J. Byrne alias Stuart J. Byrne (1913 – 2011)[3]

## C

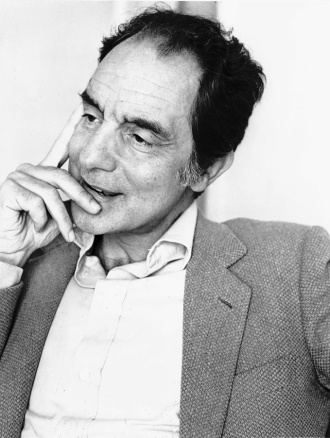
Italo Calvino

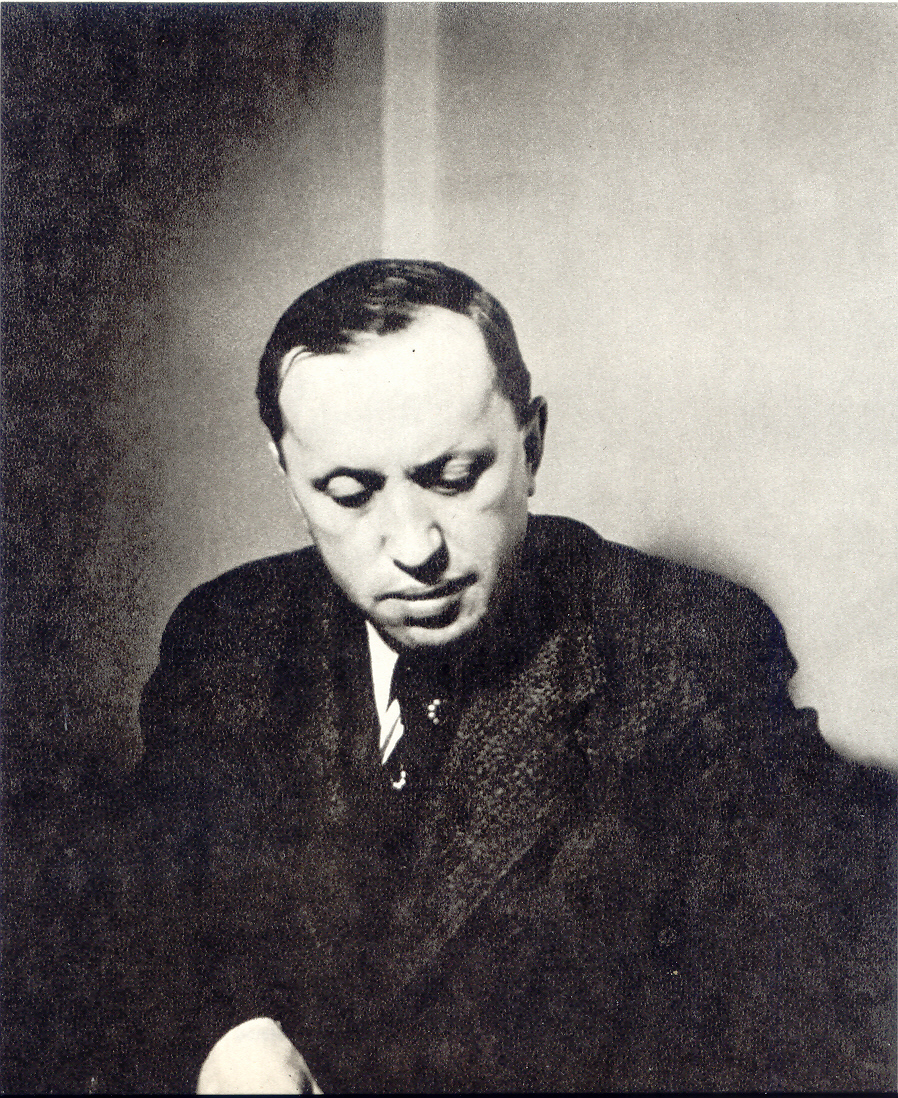
Karel Čapek

- (de) Junior Caelestes, pseudonimo di Elisabeth von Otto (1862 – 1931)
- (en) Pat Cadigan (n. 1953)
- (en) Jack Cady (1932 – 2004)
- (en) Martin Caidin (1927 – 1997)
- (de) Myra Çakan
- (de) Carl Calcum, pseudonimo di Karl August Lohausen (1907 – ?)
- (en) Taylor Caldwell (1900 – 1985)
- (en) Ernest Callenbach (1929 – 2012)
- (it) Italo Calvino (1923 – 1985)
- (en) Ian Cameron, pseudonimo di Donald Gordon Payne (n. 1924)
- (en) Lou Cameron (1924 – 2010)
- (la) Tommaso Campanella (1568 – 1639)
- (en) Herbert J. Campbell (1925 – 1983)
- (en) John Scott Campbell
- (en) John W. Campbell, jr.  (1910 – 1971)
- (en) Ramsey Campbell (n. 1946)
- (en) Holley Cantine
- (cs) Josef Čapek (1887 – 1945)
- (cs) Karel Čapek (1890 – 1938)
- (en) Paul Capon (1912 – 1969)
- (it) Stefano Cappelletti (n. 1966)
- (it) Luigi Capuana (1839 – 1915)
- (it) Enzo Fileno Carabba (n. 1966)
- (it) Pietro Caracciolo (n. 1952)
- (en) Orson Scott Card (n. 1951)
- (de) Cardwell Ray pseudonimo di Hubert Straßl(n. 1941)
- (en) Diane Carey (n. 1954)
- (it) Francesco Carli
- (en) Jayge Carr (n. 1940)
- (en) Terry Carr (1937 – 1987)
- (en) Grant Carrington (n. 1938)
- (en) Jonathan Carroll (n. 1949)
- (en) Lewis Carroll, pseudonimo di Charles Lutwidge Dodgson (1832 – 1898)
- (fr) Francis Carsac alias François Bordes (1919 – 1981)
- (en) Angela Carter (1940 – 1992)
- (en) Lin Carter (1930 – 1988)
- (en) Paul A. Carter (n. 1926)
- (en) Cleve Cartmill (1908 – 1964)
- (en) Jeffrey A. Carver (n. 1949)
- (it) Giacomo Casanova (1725 – 1798)
- (en) David Case (n. 1937)
- (en) Jay Caselberg (n. 1958)
- (en) Curtis W. Casewit (1922 – 2002)
- (en) Susan Casper (n. 1947)
- (it) Giancarlo Castello (n. 1944)
- (en) Jeffrey Lloyd Castle (1898 – ?)
- (de) Rainer Castor (n. 1961)
- (it) Vittorio Catani (n. 1940)
- (it) Carlo Vittorio Cattaneo
- (en) James Causey (1924 – 2003)
- (it) Lionel Cayle, pseudonimo di Leonia Celli
- (it) Giovanna Cecchini
- (cs) Svatopluk Čech (1846 – 1908)
- (it) Mariangela Cerrino (n. 1948)
- (it) Adalberto Cersosimo (n. 1943)
- (en) Jack L. Chalker (1944 – 2005)
- (cs) Otakar Chaloupka (n. 1935)
- (en) A. Bertram Chandler (1912 – 1984)
- (en) Perry A. Chapdelaine (n. 1925)
- (en) Louis Charbonneau (n. 1924)
- (en) Robert Charles (n. 1938)
- (en) Suzy McKee Charnas (n. 1939)
- (ru) Levon S. Chatschaturjanc
- (es) Daína Chaviano (n. 1960)
- (en) Paddy Chayefsky (1923 – 1981)
- (en) C. J. Cherryh (n. 1942)
- (en) George Tomkyns Chesney (1830 – 1895)
- (en) G. K. Chesterton (1874 – 1936)
- (en) R. Chetwynd-Hayes (1919 – 2001)
- (en) Ted Chiang (n. 1967)
- (it) Pietro Chiari (1712 – 1785)
- (en) Robert Chilson (n. 1945)
- (en) Charles Chilton, nome completo Charles Frederick William Chilton (1917 – 2013)[4]
- (en) Irma Chilton (1930 – 1990)
- (it) Renzo Chiosso (1877 – 1949)
- (de) David Chippers, pseudonimo di Friedl Cap (n. 1924)
- (it) Matt Chisholm, pseudonimo di ?
- (en) Agatha Christie (1890 – 1976)
- (de) Hans Christoph (1918 – 1969)
- (en) John Christopher, pseudonimo di Samuel Youd (1922 – 2012)
- (pl) Czesław Chruszczewski (1922 – 1969)
- (en) R. C. Churchill, nome completo Reginald Charles Churchill (1916 – 1986)
- (en) Richard Chwedyk (n. 1955)
- (it) Calogero Ciancimino (1899 – 1936)
- (en) Kay Cicellis (1926 – 2001)
- (cs) Jiří Čihař (1930 – 2009)
- (ru) Konstantin Ėduardovič Ciolkovskij (1857 – 1935)
- (cn) Liu CixinLiu Cixin (1963)
- (en) John Clagett (1916 – 2013)
- (en) Arthur C. Clarke (1917 – 2008)
- (en) Jo Clayton (1939 – 1998)
- (en) Hal Clement, pseudonimo di Harry Clement Stubbs (1922 – 2003)
- (en) Mark Clifton (1906 – 1963)
- (en) B. W. Clough alias Brenda Clough (n. 1955)
- (en) Robert Clouse (1928 – 1997)
- (it) Franco Clun (n. 1962)
- (en) C. G. Cobb (n. 1939)
- (en) Stanton A. Coblentz (1896 – 1982)
- (en) William E. Cochrane alias S. Kye Boult (1926 – 1993)
- (en) Theodore R. Cogswell (1918 – 1987)
- (it) Alberto Cola (n. 1967)
- (de) Egmont Colerus (1888 – 1939)
- (ro) Vladimir Colin (1921 – 1991)
- (en) John Collier (1901 – 1980)
- (en) Erroll Collins (1906 – 1991)
- (en) Larry Collins (1929 – 2005)
- (en) Michael Collins, pseudonimo di Dennis Lynds (1924 – 2005)
- (it) Andrea G. Colombo (n. 1968)
- (la) Comenio alias Jan Ámos Komenský (1592 – 1670)
- (en) D. G. Compton (n. 1930)
- (en) Michael G. Coney (1932 – 2005)
- (it) Federico Confalonieri (1785 – 1846)
- (en) Michael Conner (n. 1951)
- (de) Michael Georg Conrad (1846 – 1927)
- (en) Gerald F. Conway alias Wallace Moore (n. 1952)
- (en) Glen Cook (n. 1944)
- (en) Paul Cook (n. 1956)
- (en) Robin Cook (n. 1940)
- (en) Edmund Cooper (1926 – 1982)
- (de) Wayne Coover, pseudonimo di Wolf Detlef Rohr (1928 – 1981)
- (en) Alfred Coppel (1921 – 2004)
- (en) Basil Copper (1924 – 2013)
- (en) Scott Corbett (1913 – 2006)
- (de) H. B. Corell, pseudonimo di Hubert Fürst von Blücher
- (en) Paul Corey (1903 – 1992)[5]
- (en) Edwin Corley (1931 – 1981)
- (en) Lee Correy (1928 – 1997), pseudonimo di George Harry Stine
- (it) Alberto Costantini (n. 1953)
- (en) Robert Coulson (1928 – 1999)
- (en) Mary Elizabeth Counselman (1911 – 1995)
- (en) J. J. Coupling alias John Robinson Pierce (1910 – 2002)
- (en) Arthur Byron Cover (n. 1950)
- (en) Stewart Cowley
- (en) Richard Cowper (1926 – 2002)
- (en) Erle Cox (1873 – 1950)
- (en) Irving E. Cox jr. alias Irving E. Cox (1917 – 2001)
- (en) John Coyne (n. 1937)
- (it) Luigi Cozzi (n. 1947) alias Lewis Coates
- (en) Kathryn Cramer (n. 1962)[6]
- (de) Bernard Craw (n. 1972)
- (en) John Creasey (1908 – 1973)
- (it) Inisero Cremaschi (1928 – 2014)
- (fr) Albert e Jean Crémieux
- (en) Michael Crichton (1942 – 2008)
- (en) Frank Crisp (1915 – 1996)
- (it) Vincenzo Croce alias Vicro
- (de) Peter Crohn, pseudonimo di Helmut Krohne (n. 1953)
- (en) Catherine Crook de Camp (1907 – 2000)
- (en) Kendell Foster Crossen (1933 – 1989)
- (en) John Crowley (n. 1942)
- (en) Martin Cruz Smith (n. 1942)
- (en) Billy Crystal (n. 1949)
- (hu) Zoltán Csernai (1925 – 2005)[7]
- (ro) Constantin Cublesan (n. 1926)
- (de) Claude Cueni (n. 1956)
- (en) Myrna Culbreath (n. 1938)
- (en) Ray Cummings (1887 – 1957)
- (de) Reinmar Cunis (1933 – 1989)
- (en) Richard Curtis (n. 1937)
- (it) Vittorio Curtoni (1949 – 2011)
- (fr) Philippe Curval, pseudonimo di Philip Tronche (n. 1929)
- (en) Clive Cussler (n. 1933)
- (pl) Andrzej Czechowski (n. 1947)

## D
- (de) Jürgen Dahl (1929 – 2001)
- (en) Brian Daley (1947 – 1996)

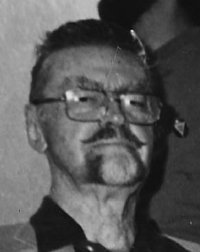
L. Sprague de Camp

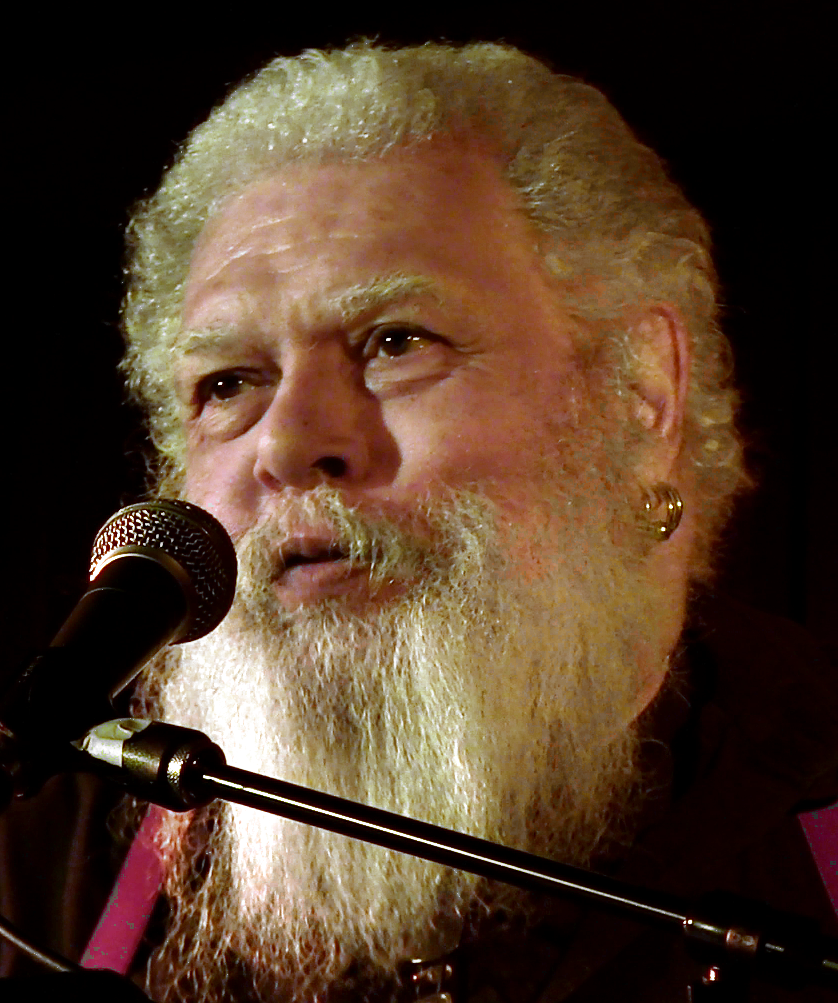
Samuel R. Delany

- (en) John Dalmas alias John Robert Jones (n. 1926)
- (hu) György Dalos (n. 1943)
- (en) Max Dancey, pseudonimo di Peter Grainger (1916 – ?)
- (de) Erich von Däniken (n. 1935)
- (en) Jack Dann (n. 1945)
- (fr) Maurice G. Dantec (n. 1959)
- (en) Jack Danvers alias Camille Auguste Marie Caseleyr (1909 – 1985)
- (it) Pina D'Aria (n. 1957)
- (en) Daniel A. Darlington
- (de) Clark Darlton, pseudonimo di Walter Ernsting (1920 – 2005)
- (en) Arsen Darnay (n. 1936)
- (en) Hugh Darrington (n. 1940)
- (de) Dietmar Dath (n. 1970)
- (de) Rudolf H. Daumann (1896 – 1957)
- (en) Leonard Daventry (1915 – 1987)
- (en) Peter David (n. 1956)
- (en) Avram Davidson (1923 – 1993)
- (en) Hugh Davidson, pseudonimo di Edmond Hamilton (1904 – 1977)
- (en) L. P. Davies (1914 – 1988)
- (en) Dorothy Salisbury Davis (1916 – ?)
- (en) Gerry Davis (1930 – 1991)
- (en) Grania Davis (n. 1943)
- (it) Sandrone Dazieri, pseudonimo di Sandro Dazieri (n. 1964)
- (fr) Françoise d'Eaubonne (1920 – 2005)
- (it) Milena Debenedetti (n. 1957)
- (en) L. Sprague de Camp (1907 – 2000)
- (fr) Edward De Capoulet-Junac, nome completo Edward Georges De Capoulet-Junac (n. 1930)
- (en) Roger Dee (1914 – 2004)
- (en) Roger Deeley
- (en) Miriam Allen De Ford (1888 – 1975)
- (de) Franz Josef Degenhardt (n. 1931)
- (en) Len Deighton (n. 1929)
- (es) Ricard de la Casa (n. 1954)
- (en) Joseph H. Delaney (1932 – 1999)
- (de) Eberhardt Del'Antonio (1926 – 1997)
- (en) Samuel R. Delany (n. 1942)
- (it) Roberto Delbosq, possibile pseudonimo di Alberto Del Bosco[8]
- (it) Agostino Della Sala Spada (1842 – 1913)
- (en) Paul Dellinger (n. 1938)
- (de) Joseph Delmont, pseudonimo di Karl Pick (1873 – 1935)
- (it) Davide Del Popolo Riolo (n. 1968)
- (it) Luce d'Eramo, pseudonimo di Lucette Mangione (1925 – 2001)
- (en) August Derleth (1909 – 1971)
- (it) Giuseppe De Rosa (n. 1967)
- (it) Vanni De Simone
- (en) Judy-Lynn del Rey (1943 – 1986)
- (en) Lester del Rey (1915 – 1993)
- (it) Giovanni De Matteo (1981)
- (en) Les Dennies alias Les Dennis
- (en) Bradley Denton (n. 1958)
- (fr) Robert Desnos (1900 – 1945)
- (it) Gianfranco De Turris (n. 1944)
- (en) A. J. Deutsch (1918 – 1969)
- (en) Charles V. De Vet (1911 – 1997)
- (en) Alexander K. Dewdney (n. 1941)
- (en) Gene DeWeese (1934 – 2012)
- (en) G. Gordon Dewey (n. 1916)
- (de) Louis de Wohl (1903 – 1961)
- (en) J. B. Dexter, pseudonimo di John S. Glasby (1928 – 2011)
- (en) Philip K. Dick (1928 – 1982)
- (en) Peter Dickinson (1927 - 2015)
- (en) Terrance Dicks (n. 1935)
- (en) Gordon R. Dickson (1923 – 2001)
- (en) David Diefendorf
- (de) Michael Diel (n. 1980)
- (de) Siegfried Dietrich
- (en) William Dietrich
- (en) Charles Willard Diffin (1884 – 1966)
- (en) Paul Di Filippo (n. 1954)
- (it) Giovanni Di Iacovo (n. 1978)
- (bg) Ljuben Diluv/Lyuben Dilov (1927 – 2008)
- (it) Stefano Di Marino (n. 1961)
- (en) Thomas M. Disch (1940 – 2008)
- (de) Hans – Jürgen Dittfeld (n. 1938)
- (en) Roger Dixon (n. 1930)
- (ru) Anatolij Dneprov (1919 – 1975)
- (de) Kurt Karl Doberer (1904 – 1993)
- (de) Alfred Döblin (1878 – 1957)
- (it) Rocky Docson, pseudonimo di Roberta Rambelli (1928 – 1996)
- (en) Cory Doctorow (n. 1971)
- (en) Esmé Dodderidge (1916 – 1997)
- (en) Robert Doherty alias Robert Mayer (n. 1939)
- (en) G. D. Doherty (n. 1927)
- (de) Erich Dolezal (1902 – 1990)
- (de) Hans Dominik (1872 – 1945)
- (en) Stephen R. Donaldson (n. 1947)
- (pt) Hernâni Donato (1922 – 1912)
- (it) Anton Francesco Doni (1513 – 1574)
- (de) Martin Donrath, pseudonimo di Michael Horbach (1924 – 1986)
- (fr) Alain Dorémieux (1933 – 1992)
- (it) Carlo Dossi (1849 – 1910)
- (en) John R. Douglas[9]
- (de) Lee Van Dovski, pseudonimo di Herbert Lewandowski (1896 – 1996)
- (en) Arthur Conan Doyle (1850 – 1930)
- (en) Gardner R. Dozois (n. 1947)
- (ru) Mihu Dragumir (1919 – 1964)
- (en) David Drake (n. 1945)
- (fr) Alfred Driou (1810 – 1880)
- (fr) Daniel Drode (n. 1932)
- (en) Diane Duane (n. 1952)
- (de) Peter Dubina (1940 – 1990)
- (pl) Jacek Dukaj (n. 1974)
- (en) Andy Duncan (n. 1964)
- (en) Dave Duncan (n. 1943)
- (en) David Duncan (1913 – 1999)
- (en) Daphne du Maurier (1907 – 1989)
- (en) Saul Dunn (n. 1946)
- (fr) Jean-Claude Dunyach (n. 1957)
- (en) Lawrence Durrell (1912 – 1990)
- (en) David Dvorkin (n. 1943)
- (cs) Ota Dvorský, pseudonimo di Ota Hofman (1928 – 1989)
- (de) Edwin Erich Dwinger (1898 – 1981)
- (de) J. C. Dwynn, pseudonimo di Jürgen Duensing (n. 1941)
- (en) Charles Dye (1927 – 1955)

## E

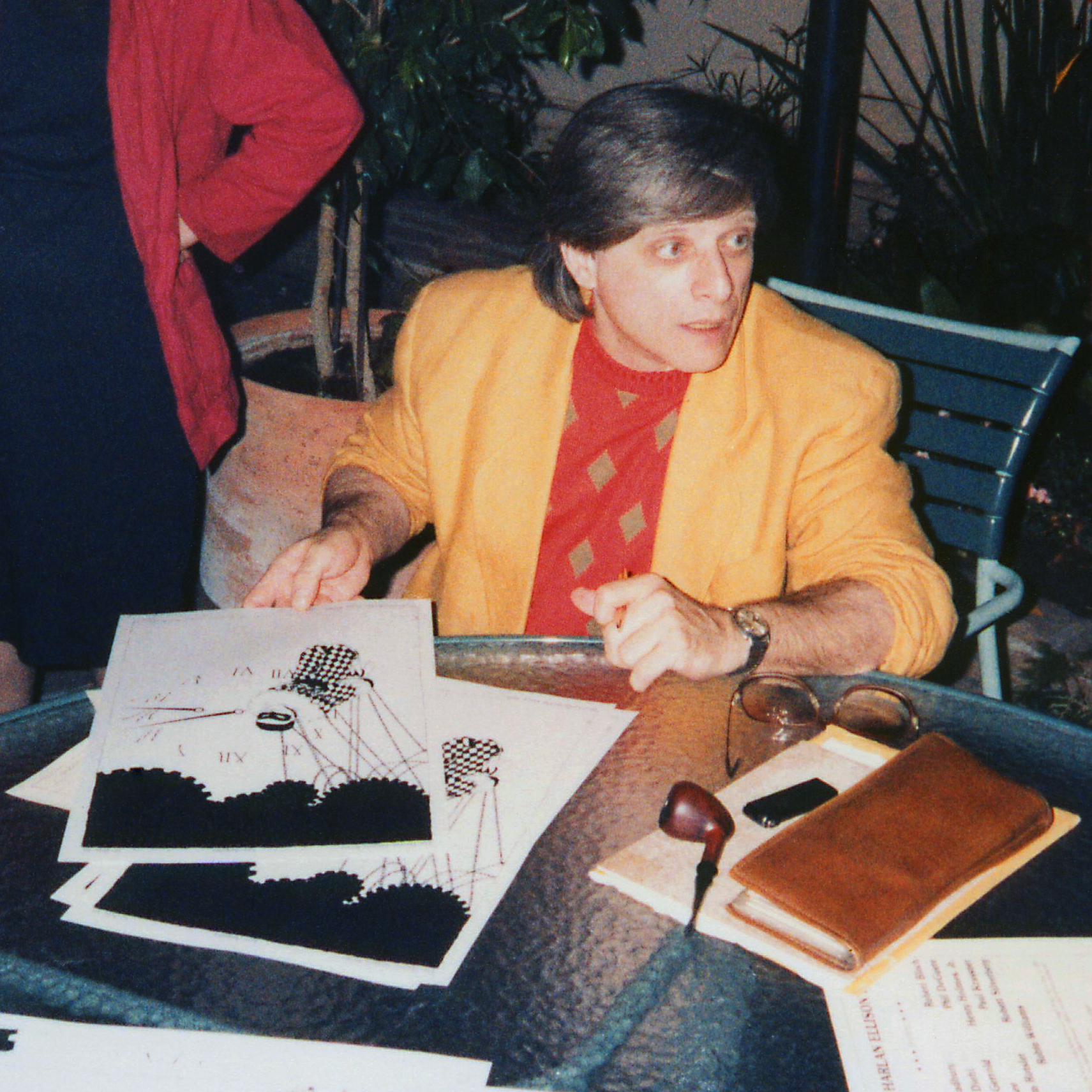
Harlan Ellison

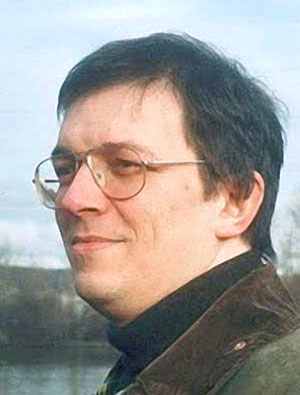
Andreas Eschbach

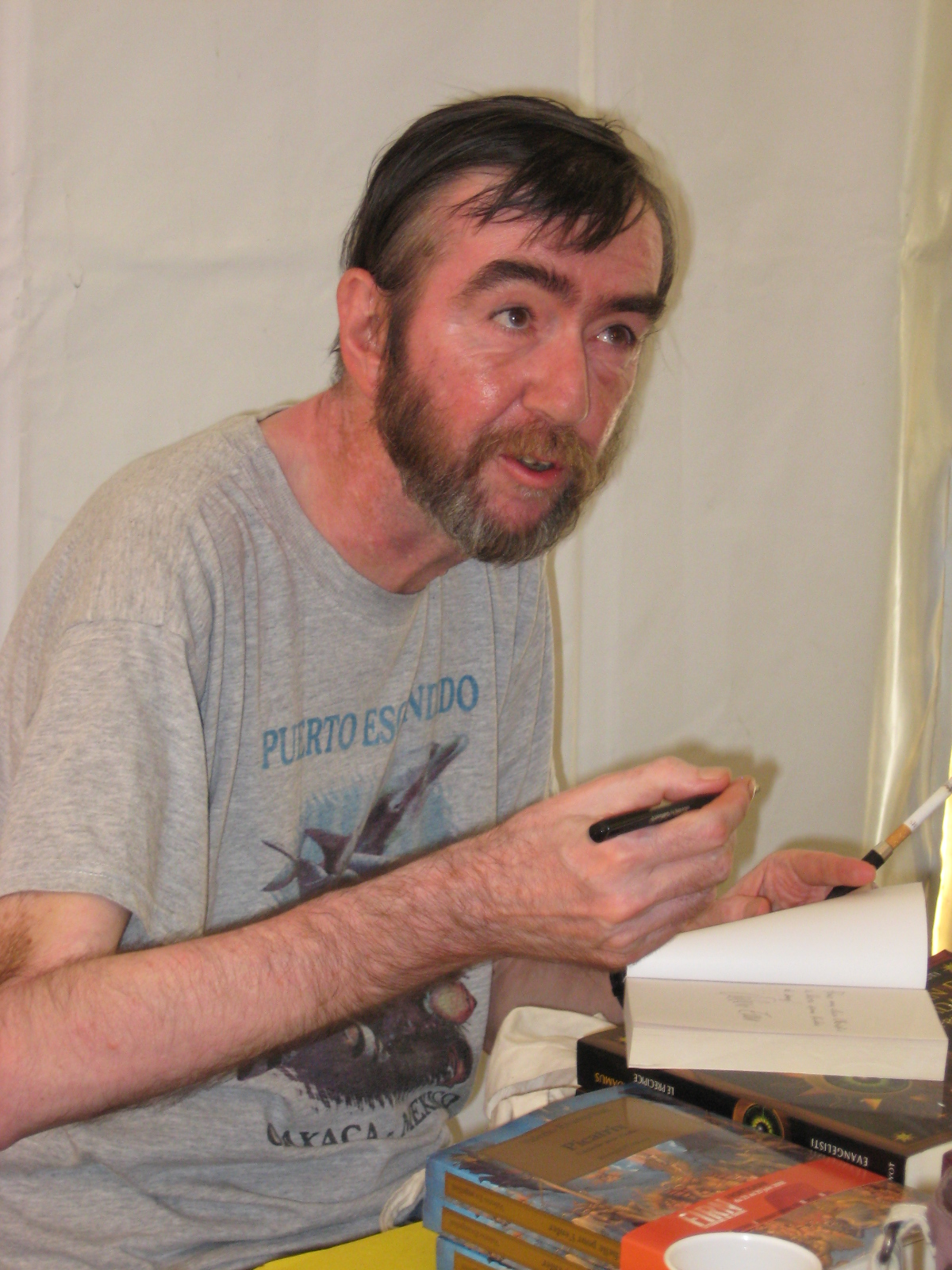
Valerio Evangelisti

- (en) William Earls alias Bill Earls
- (en) Brian Earnshaw (n. 1929)
- (en) Carol Easton
- (de) Hermann Ebeling (n. 1935)
- (fr) Philippe Ebly (n. 1920)
- (en) Eric Rucker Eddison (1882 – 1945)
- (en) G. C. Edmondson (1922 – 1995)
- (en) George Alec Effinger (1947 – 2002)
- (ru) Ivan Antonovič Efremov (1907 – 1972)
- (en) Greg Egan (n. 1961)
- (de) Axel Eggebrecht (1899 – 1991)
- (sv) Anders Ehnmark (n. 1931)
- (de) Paul Ehrhardt (n. 1931)
- (de) Paul G. Ehrhardt (1889 – 1961)
- (de) Theophil Friedrich Ehrmann (1762 – 1811)
- (de) Reinhold Eichacker (1886 – 1931)
- (de) Wilhelm Friedrich Eickermann
- (de) Claus Eigk, pseudonimo di Hartmut Bastian (1905 – ?)
- (de) Martin Eisele (n. 1954)
- (en) Larry Eisenberg (1919 – 1992)
- (de) Dieter Eisfeld (n. 1934)
- (en) Phyllis Eisenstein (n. 1946)
- (en) Gordon Eklund (n. 1945)
- (en) Michael Elder (1931 – 2004)
- (en) Suzette Haden Elgin (n. 1936)
- (en) John Elliot (1918 – 1997)
- (en) Lee Elliot, pseudonimo comune usato da tre diversi scrittori[10]
- (en) Sumner Locke Elliot (1917 – 1991)
- (en) Harlan Ellison (n. 1934)
- (de) Arndt Ellmer (n. 1954)
- (en) Roger Elwood (1943 – 2007)
- (en) David Ely (n. 1927)
- (en) Carol Emshwiller (n. 1921)
- (en) George Allan England (1877 – 1936)
- (it) Franco Enna (1921 – 1990)
- (sv) Per Olov Enquist (n. 1934)
- (de) Fritz W. Enskat, pseudonimo di Freder Catsen (1898 – 1971)
- (en) Robert Enstrom (n. 1946)
- (en) Paul E. Erdman (n. 1932)
- (de) Herbert Erdmann (1925 – 2007)
- (de) Rainer Erler (n. 1933)
- (de) Paul Ernst (1866 – 1933)
- (en) Paul Ernst alias Kenneth Robeson (1899 – 1985)
- (de) Walter Ernsting (1920 – 2005)
- (de) Andreas Eschbach (n. 1959)
- (en) Lloyd Arthur Eshbach (1910 – 2003)
- (en) Dennis Etchison (n. 1943)
- (de) Paul Coelestin Ettinghofer (1896 – 1975)
- (it) Valerio Evangelisti (n. 1952)
- (en) Christopher Evans (n. 1951)
- (en) E. Everett Evans (1893 – 1958)
- (no) Sigurd Evensmo (1912 – 1978)
- (de) H. G. Ewers (1930 – 2013)
- (en) Maureen Exter (n. 1945)

## F
- (cs) Robert Fabian (n. 1969)
- (it) Lanfranco Fabriani (n. 1959)

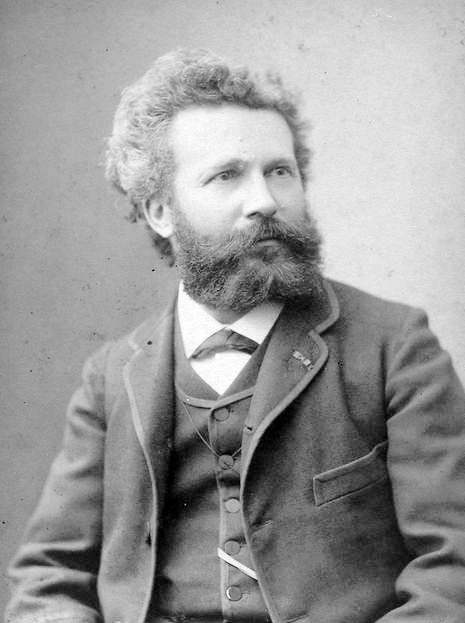
Camille Flammarion

- (de) H. L. Fahlberg, pseudonimo di Hans Werner Fricke (n. 1916)
- (en) Zoe Fairbairns (n. 1948)
- (en) Paul W. Fairman (1916 – 1977)
- (no) Knut Faldbakken (n. 1941)
- (it) Walter Falciatore (n. 1948)
- (it) Cesare Falessi (1930 – 2007)
- (en) R. Lionel Fanthorpe (n. 1935)
- (ru) Sergiu Fărcăsan (n. 1924)
- (it) Emiliano Farinella (n. 1976)
- (en) Ralph Milne Farley (1887 – 1963)
- (en) Philip José Farmer (1918 – 2009)
- (it) Mario Farneti (n. 1950)
- (it) Clelia Farris (n. 1967)
- (en) Howard Fast (1914 – 2003)
- (en) Jonathan Fast (n. 1948)
- (cs) Rudolf Faukner (1889 – 1971)
- (en) William Faulkner (1896 – 1962)
- (en) Bill Fawcett (n. 1947)
- (it) Red Fayad, pseudonimo di Luigi Naviglio (1936 – 2001)
- (it) Samy Fayad (1925 – 1999)
- (it) Samy Fayas, pseudonimo di Luigi Naviglio (1936 – 2001)
- (en) W. H. Fear (1921 – 1989)[11]
- (en) John Russell Fearn (1908 – 1960)
- (en) Arnold Federbush (1935 – 1993)
- (hu) Gyula Fekete (n. 1922)
- (de) Robert Feldhoff (1962 – 2009)
- (en) Cynthia Felice (n. 1942)
- (en) Edward L. Ferman (n. 1937)
- (it) Giorgio Ferrari (n. 1946)
- (it) Giustino L. Ferri (1856 – 1913)
- (pl) Konrad Fiałkowski (n. 1939)
- (de) Wolfgang Fienhold (n. 1948)
- (it) Phil Fiftynine (n. 1953)
- (cs) Eduard Fiker (1902 – 1961)
- (cs) Dominik Filip (1897 – 1946)[12]
- (it) Fillia, pseudonimo di Luigi Colombo (1904 – 1936)
- (de) Andreas Findig (n. 1961)
- (en) D. K. Findlay[13]
- (en) Charles Coleman Finlay (n. 1964)
- (en) Charles G. Finney (1905 – 1984)
- (en) Jack Finney (1911 – 1995)
- (de) Klaus Fischer (1910 – 1986)
- (de) Wilhelm Fischer (1846 – 1932)
- (en) Robert L. Fish (1912 – 1981)
- (en) Nicholas Fisk (n. 1923)
- (en) Tarleton Fiske, pseudonimo di Robert Bloch (1917 – 1994)
- (en) Constantine Fitzgibbon (1919 – 1983)
- (it) Ennio Flaiano (1910 – 1972)
- (fr) Camille Flammarion (1842 – 1925)
- (it) Lewis Flash, pseudonimo di Luigi Naviglio (1936 – 2001)
- (de) Irene Fleiss (n. 1958)
- (en) Eric Flint (n. 1947)
- (en) Michael J. Flynn (n. 1947)
- (it) Guglielmo Folliero de Luna (1822 – 1871)
- (en) D.C. Fontana (n. 1939)
- (en) Charles L. Fontenay (1917 – 2007)
- (en) John M. Ford (1957 – 2006)
- (en) William R. Forstchen (n. 1950)
- (en) E. M. Forster (1879 – 1970)
- (it) Franco Forte (n. 1962)
- (en) Robert L. Forward (1932 – 2002)
- (en) Alan Dean Foster (n. 1946)
- (en) M. A. Foster (n. 1939)
- (it) Claudio Foti (n. 1967)
- (cs) Ivan Foustka (1928 – 1994)
- (en) Karen Joy Fowler (n. 1950)
- (en) Gardner F. Fox (1911 – 1986)
- (de) Wolfram Fragner (1906 – ?)
- (cs) Gustav Franc, pseudonimo di Pavel Hejcman[14]
- (fr) Anatole France, pseudonimo di Jacques François-Anatole Thibault (1844 – 1924)
- (de) H. G. Francis (1936 – 2011)
- (de) Charlotte Franke, pseudonimo di Charlotte Winheller (1935 – 1995)
- (de) Herbert W. Franke (n. 1927)
- (en) Donald Franson (1916 – 2002)
- (en) Michael Frayn (n. 1933)
- (en) Richard Frede (1934 – 2004)
- (en) Nancy Freedman (1920 – 2010)
- (cs) Ludmila Freiová (n. 1926)
- (de) H. J. Frey, pseudonimo di Hans-Jürgen Freytag[15]
- (de) Gerd Frey (n. 1966)
- (en) Gertrude Friedberg (1908 – 1989)
- (en) Celis S. Friedman (n. 1957)
- (en) Michael Jan Friedman (n. 1955)
- (en) Philip Friedman (n. 1944)
- (de) Herbert Friedrich (n. 1926)
- (de) Uwe Friesel (n. 1939)
- (en) Charles E. Fritch (1927 – 2012)
- (de) Klaus Frühauf (1933 – 2005)
- (it) Carlo Fruttero (1926 – 2012)
- (de) Walter R. Fuchs (1937 – 1978)
- (de) Franz Fühmann (1922 – 1984)
- (de) Rainer Fuhrmann (1940 – 1990)
- (cs) Ladislav Fuks (1923 – 1994)
- (de) Richard Funk (n. 1926)
- (en) H. B. Fyfe (1918 – 1997)

## G
- (it) Fabrizio Gabella
- (it) Diego Gabutti (n. 1950)
- (de) Otto Willi Gail (1896 – 1956)
- (en) Neil Gaiman (n. 1960)
- (en) Steve Gallagher (n. 1954)
- (it) Domenico Gallo (n. 1959)

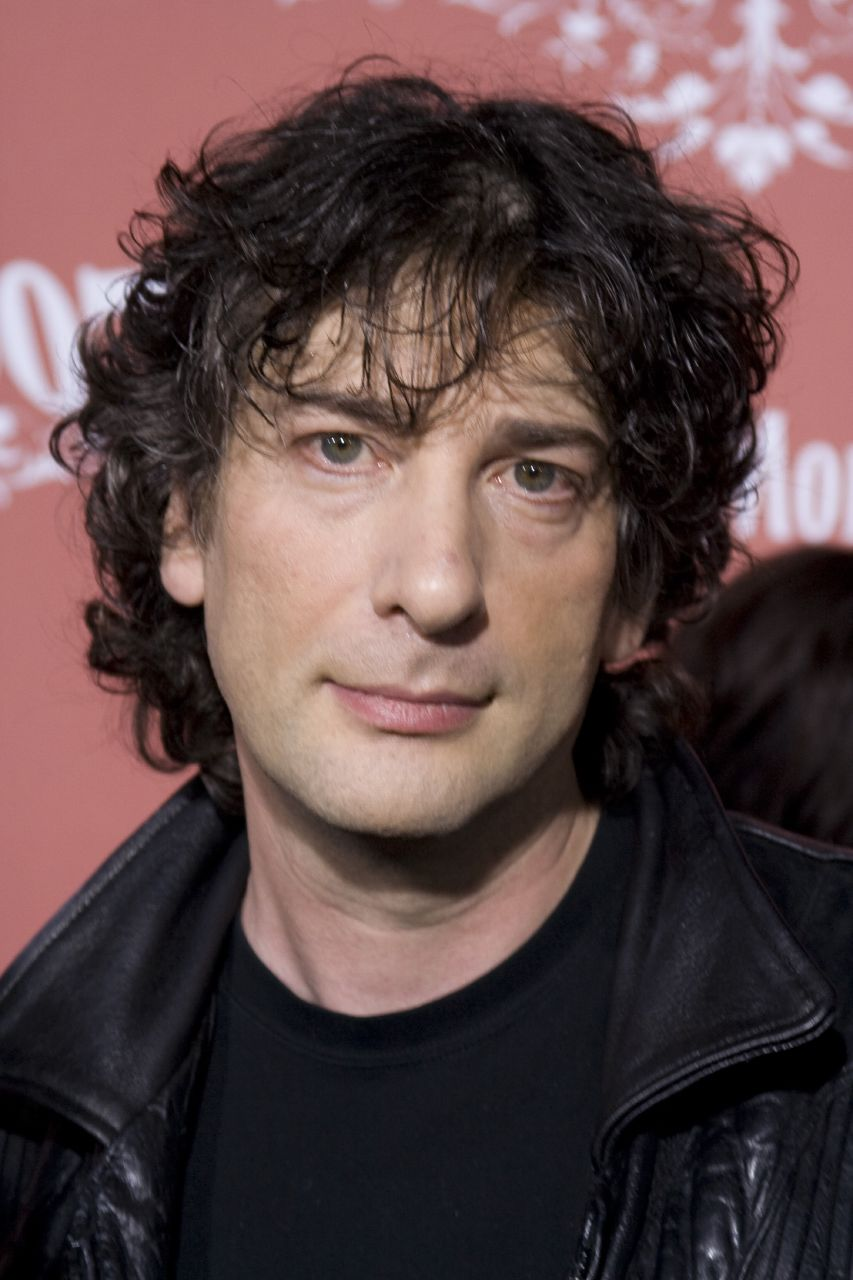
Neil Gaiman

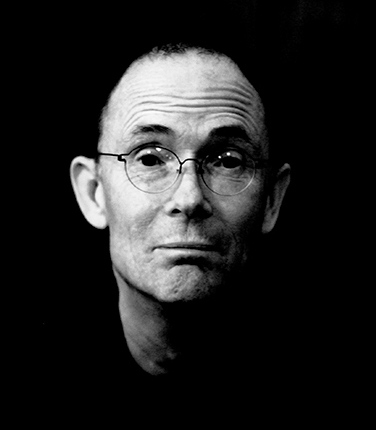
William Gibson

- (en) Raymond Z. Gallun (1911 – 1994)
- (en) Daniel F. Galouye (1920 – 1976)
- (it) Daniele Ganapini (n. 1958)
- (ru) Sever Gansowski, nome completo Sever Feliksovich Gansovsky (1918 – 1990)[16]
- (en) Kenneth F. Gantz (1908 – 1980)
- (en) Erle Stanley Gardner (1889 – 1970)
- (en) James Alan Gardner (n. 1955)
- (en) Martin Gardner (1914 – 2010)
- (it) Domenico Garelli (1907 – ?)
- (fr) Jean-Pierre Garen, pseudonimo di Jean-Pierre Goiran (1932 – 2004)
- (it) Barbara Garlaschelli (n. 1965)
- (en) David S. Garnett (n. 1947)
- (en) Randall Garrett (1927 – 1987)
- (it) Emilio Garro
- (de) Heinz Gartmann (1917 – 1960)
- (fr) Romain Gary, pseudonimo di Romain Kacewgari (1914 – 1980)[17]
- (it) Gustavo Gasparini (n. 1930)
- (it) Ernesto Gastaldi alias Julian Berry (n. 1934)
- (it) Alessandro Gatti (n. 1975)
- (en) Jack Gaughan (1930 – 1985)
- (en) W. Michael Gear (n. 1955)
- (de) Carl Ignatz Geiger (1756 – 1791)
- (en) Richard E. Geis (1927 – 2013)
- (en) Mary Gentle (n. 1956)
- (en) Peter George (1924 – 1966)
- (it) Lina Gerelli alias Patrizia Dalloro, Patrizio Dalloro, Maria Teresa Maglione, Esther Scott, Elizabeth Stern, Lionel Stern (1904 – 1979)
- (en) Hugo Gernsback (1884 – 1967) (a lui dedicato il Premio Hugo)
- (en) David Gerrold (n. 1944)
- (en) Mark S. Geston (n. 1946)
- (it) Antonio Ghislanzoni (1824 – 1893)
- (en) Homer N. Gholston (n. 1932)[18]
- (it) Franco Giambalvo (1944)
- (en) William Gibson (n. 1948)
- (de) Werner Kurt Giesa (1954 – 2008)
- (en) Stephen Gilbert (1912 – 2010)
- (en) Mel Gilden (n. 1947)
- (en) C. B. Gilford (1920 – 2010)
- (en) Sasha Gilien (1930 – 1971)
- (en) Alexis A. Gilliland (n. 1931)
- (en) Diana Gillon alias Diane Gillon (n. 1915)
- (en) Meir Gillon (1907 – 1982)
- (it) M. C. Giordano, pseudonimo di Maria Carmela Giordano[19]
- (it) Mario Giorgi (n. 1956)
- (en) George Gipe (1933 – 1986)
- (fr) Pierre Giuliani (n. 1947)
- (en) G. M. Glaskin (1923 – 2000)
- (en) Molly Gloss (n. 1944)
- (en) Donald F. Glut (n. 1944)
- (it) Salvatore Godio[20]
- (en) Francis Godwin (1562 – 1633)
- (en) Parke Godwin (1929 – 2013)
- (en) Tom Godwin (1915 – 1980)
- (en) Horace L. Gold (1914 – 1966)
- (en) Albert Goldbarth (n. 1948)[21]
- (en) Stephen Goldin (n. 1947)
- (en) Louis Golding (1895 – 1958)
- (en) William Golding (1911 – 1993)
- (en) Howard Goldsmith (n. 1943)
- (en) Lisa Goldstein (n. 1953)
- (it) Gian Luigi Gonano scritto anche Gianluigi Gonano (n. 1940)[22]
- (en) David Goodale[23]
- (en) Terry Goodkind (n. 1948)
- (en) Kathleen Ann Goonan (n. 1952)
- (ru) Gennadij Gor (1917 – 1981)
- (en) Rex Gordon, pseudonimo di Stanley Bennett Hough (1917 – 1998)
- (es) Angélica Gorodisher (n. 1929)
- (en) Phyllis Gotlieb (1926 – 2009)
- (en) Ron Goulart (n. 1933)
- (it) Guido Gozzano (1883 – 1916)
- (en) David Graham, pseudonimo di Evan Wright (1919 – 1994)[24]
- (de) Jay Grams, pseudonimo di Jürgen Grasmück (1940 – 2007)
- (en) Anthony Grant, pseudonimo di Marion Staylton Pares (1914 – 2004)
- (en) Charles L. Grant alias Geoffrey Marsh, Lionel Fenn, Simon Lake, Felicia Andrews, Deborah Lewis (1942 – 2006)
- (it) Francesco Grasso (n. 1966)
- (en) Robert Graves (1895 – 1985)
- (en) Joseph Green (n. 1931)
- (en) Roland J. Green (n. 1944)
- (en) Simon R. Green (n. 1955)
- (en) Martin H. Greenberg (1941 – 2011)
- (en) Jonathan Greenblatt
- (en) Peter Van Greenaway (1929 – 1988)
- (en) Joseph Ingham Greene (1897 – 1953)
- (en) Leslie Greener (1900 – 1974)
- (en) Irving A. Greenfield (n. 1928)
- (fr) Christian Grenier (n. 1945)
- (en) William Lindsay Gresham (1909 – 1962)
- (de) Peter Griese (1938 – 1996)
- (en) Russell M. Griffin (1944 – 1986)
- (en) Nicola Griffith (n. 1960)
- (it) Ulisse Grifoni (1858 – 1907)
- (ru) Wladimir Grigorjew (n. 1935)
- (fr) Michel Grimaud, pseudonimo collettivo di Marcelle Perriod e Jean-Louis Fraysse
- (de) Bernhard Grimminger (n. 1946)
- (en) Jon Courtenay Grimwood (n. 1953)
- (en) Ken Grimwood (1944 – 2003)
- (en) David Grinnell, pseudonimo di Donald A. Wollheim (1914 – 1990)
- (de) Helmut G. Grob (n. 1929)
- (de) Richard Gross (n. 1921)
- (de) Marianne Gruber (n. 1944)
- (de) Max von der Grün (n. 1926)
- (de) Carl Grunert (1856 – 1918)
- (it) Gruppo dei Dieci, nome collettivo di 10 scrittori futuristi e d'avanguardia capitanati da Filippo Tommaso Marinetti e Massimo Bontempelli[25]
- (de) Berndt Guben (1923 – 1993)
- (it) Gabriele Guerra (n. 1970)
- (it) Remo Guerrini (n. 1948)
- (fr) Jimmy Guieu, pseudonimo di Henry René Guieu (n. 1937)
- (en) James E. Gunn (n. 1923)
- (en) Neil M. Gunn (1891 – 1973)
- (ru) Georgi Gurewitsch alias Georgy Gurevich (1917 – 1998)[26]
- (de) Siegbert G. Günzel (n. 1944)
- (ru) Boris Gurfinkel
- (de) Paul Gurk (1880 – 1953)

## H
- (de) Christian Haderer (n. 1963)
- (de) Gisbert Haefs (n. 1950)
- (de) Hubert Haensel (n. 1952)

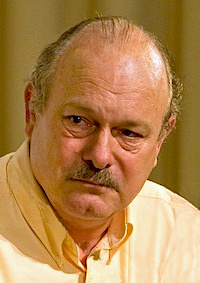
Joe Haldeman

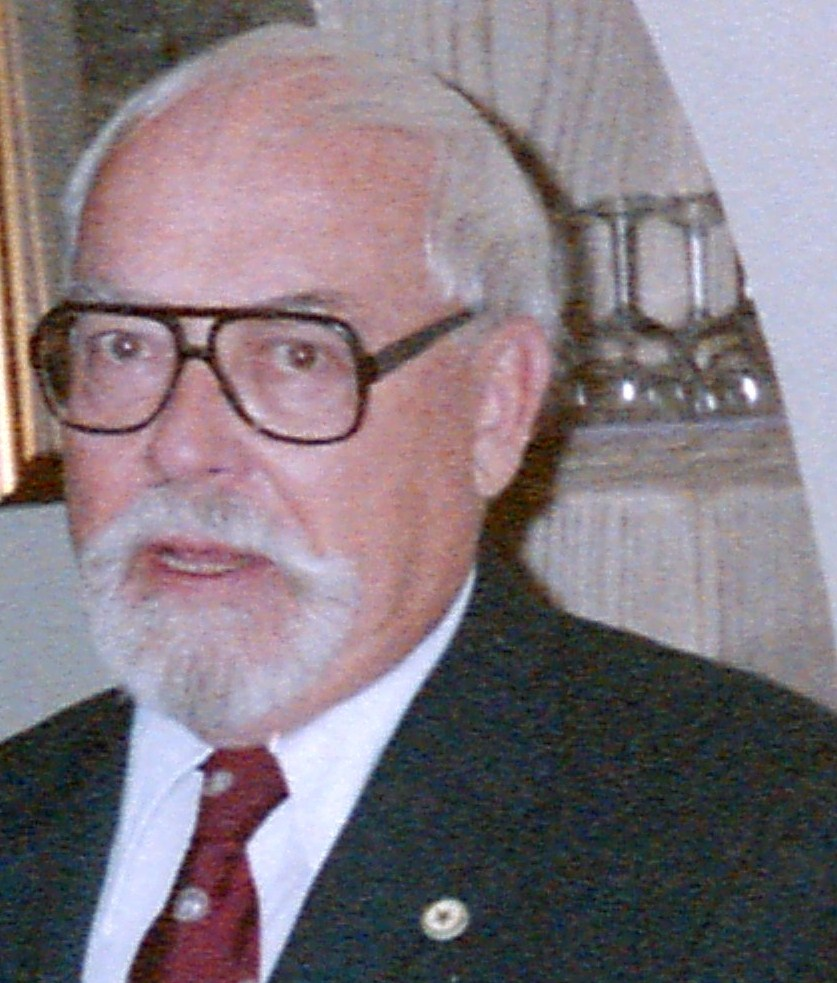
Harry Harrison

- (en) H. Rider Haggard (1856 – 1925)
- (de) Ronald M. Hahn (n. 1948)
- (en) Isidore Haiblum (n. 1935)
- (en) Jack C. Haldeman II (n. 1941)
- (en) Joe Haldeman (n. 1943)
- (en) Edmond Hamilton  (1904 – 1977)
- (en) Peter F. Hamilton (n. 1960)
- (en) Marcus Hammerschmitt (n. 1967)
- (en) L. Taylor Hansen alias Lucile Taylor Hansen (1897 – 1976)[27]
- (it) Hunk Hanover, pseudonimo di Roberta Rambelli (1928 – 1996)
- (de) Otfrid von Hanstein (1869 – 1959)
- (cs) Miroslav Hanuš (1907 – 1995)
- (de) Ulrich D. Harbecke (n. 1943)
- (de) Tea von Harbou (1888 – 1954)
- (en) T. W. Hard, pseudonimo di Edward W. Hard, Jr. (n. 1939)[28]
- (en) Nick Harkaway (n. 1972)
- (en) Theresa Harned
- (en) Charles L. Harness (1915 – 2005)
- (en) Harry Harrison (1925 – 2012)
- (en) M. John Harrison (n. 1945)
- (en) David G. Hartwell (n. 1941)
- (de) W. A. Hary (n. 1947)
- (en) Henry Hasse (1913 – 1977)
- (de) Dieter Hasselblatt (1926 – 1997)
- (en) Kenneth W. Hassler (1932 – 1999)
- (de) Frank W. Haubold (n. 1955)
- (de) Heinrich Hauser (1901 – 1960)
- (cs) Eva Hauserová (n. 1954)
- (de) E. J. Havlik (n. 1944)
- (en) Raymond Hawkey (1930 – 2010)[29]
- (en) Nathaniel Hawthorne (1804 – 1864)
- (en) George Hay (1922 – 1997)
- (en) Wilton Hazzard, pseudonimo di Margaret St. Clair (1911 – 1995)
- (de) Friedrich Hecht (1903 – 1980)
- (de) Walter Heichen (1876 – 1970)
- (de) Malte Heim (n. 1940)
- (de) Michael Heim (n. 1936)
- (en) Robert A. Heinlein (1907 – 1988)
- (en) Zenna Henderson (1917 – 1983)
- (de) Oliver Henkel (n. 1973)
- (fr) Charles Henneberg (1899 – 1959)
- (fr) Nathalie Henneberg (1907 – 1978)
- (it) Alberto Henriet (n. 1962)
- (en) Joe L. Hensley (1926 – 2007)
- (cs) Vladimir Henzl (1910 – 1978)[30]
- (en) Brian Herbert (n. 1947)
- (en) Frank Herbert (1920 – 1986)
- (en) James Herbert (n. 1943)
- (nl) Paul van Herck (1938 – 1989)
- (hu) Gyula Hernádi (n. 1926)[31]
- (en) Arthur Herzog (n. 1927)
- (de) W. P. Herzog (1918 – ?)
- (de) Dirk Hess (n. 1945)
- (en) Dick Hetschel
- (en) Kenneth Heuer (n. 1927)
- (de) Ludwig Hevesi, pseudonimo di Ludwig Hirsch (1843 – 1910)[32]
- (de) Richard Hey (1926 – 2004)
- (de) Robert Heymann (1879 – 1946)
- (en) Philip E. High (1914 – 2006)
- (fr) Albert Higon, pseudonimo di Michel Jeury (n. 1934)
- (en) Alma Hill[33]
- (en) John Hill, pseudonimo di Dean R. Koontz (n. 1945)
- (en) James Hilton (1900 – 1954)
- (en) Charles Howard Hinton (1853 – 1907)
- (cs) Hynek Hlaváček
- (cs) Jan Hlavička[34]
- (ro) Ion Hobana (1931 – 2011)
- (en) Edward D. Hoch (1930 – 2008)
- (en) Christopher Hodder-Williams (1926 – 1995)
- (en) William Hope Hodgson (1877 – 1918)
- (de) E. T. A. Hoffmann (1776 – 1822)
- (de) Horst Hoffmann (n. 1950)
- (de) Oskar Hoffmann (1866 – 1932)
- (cs) Ota Hofman (1928 – 1989)
- (de) D. C. Hogan, pseudonimo di Dietrich Hogl
- (en) James P. Hogan (1941 – 2010)
- (de) Wolfgang Hohlbein (n. 1953)
- (la) Ludvig Holberg (1684 – 1754)
- (en) Robert P. Holdstock (1948 – 2009)
- (de) Freder van Holk, pseudonimo di Paul Alfred Müller (1901 – 1970)
- (en) Cecelia Holland (n. 1943)
- (en) Hester Holland, pseudonimo di Hester Gaskell Gorst (nato Holland) (1887-1992)[35]
- (pl) Adam Hollanek (1922 – 1998)
- (de) Martin Hollburg, pseudonimo collettivo di Martin Eisele, Karl-Ulrich Burgdorf e Wolfgang Hohlbein
- (en) H. H. Hollis, pseudonimo di Ben N. Ramey (1921 – 1978)
- (en) J. Hunter Holly, pseudonimo di Joan Carol Holly (1932 – 1982)
- (da) Sven Holm (n. 1940)
- (cs) Miroslav Holub (1923 – 1998)
- (cs) Karel Honzik (1900 – 1966)
- (en) Nalo Hopkinson (n. 1960)
- (it) Livio Horrakh (n. 1946)
- (it) J. C. C. Horsen
- (de) Bert Horsley, pseudonimo di Walter Spiegl
- (de) Hubert Horstmann (n. 1937)
- (ja) Shin'ichi Hoshi (1926 – 1997)
- (fr) Jean Hougron (1923 – 2001)
- (en) Geoffrey Household (1900 – 1988)
- (en) Hayden Howard (1913 – 1987)
- (en) Robert E. Howard (1906 – 1936)
- (en) William Dean Howells (1837 – 1920)
- (en) Fred Hoyle (1915 – 2001)
- (en) Geoffrey Hoyle (1941)
- (zh) Chang Hsi – kuo (n. 1944)
- (en) L. Ron Hubbard (1911 – 1986)
- (en) P. M. Hubbard, pseudonimo di Philip Maitland Hubbard (1910 – 1980)
- (de) Fred Hubert (n. 1930)
- (en) Liz Hufford (n. 1950)
- (de) Heiner Hüfner (n. 1940)
- (en) Dorothy B. Hughes (1904 – 1993)
- (en) Matt Hughes (n. 1949)
- (en) Monica Hughes (1925 – 2003)
- (en) Ted Hughes (1930 – 1998)
- (en) Zach Hughes, pseudonimo di Hugh Derrel Zachary (n. 1928)
- (en) E. Mayne Hull (1905 – 1975)
- (en) Evan Hunter, nato Salvatore Albert Lombino, meglio noto con lo pseudonimo Ed McBain (1926 – 2005)
- (en) Douglas Hurd (n. 1930)
- (en) Bernhardt J. Hurwood (1926 – 1987)
- (en) Aldous Huxley (1894 – 1963)
- (de) Hans Hyan (1868 – 1944)
- (en) Dan Harmon (n. 1973)

## I
- (de) Werner Illing (1895 – 1979)
- (en) Enrique Anderson Imbert (1910 – 2000)
- (en) Dean Ing (n. 1931)
- (en) Simon Ings (n. 1965)
- (de) Dimiter Inkiow (n. 1932)
- (ru) Fazil' Abdulovič Iskander (n. 1929)
- (de) Michael K. Iwoleit (n. 1962)
- (cs) Ivan Izakovič (n. 1934)

## J
- (en) Harvey Jacobs (n. 1930)
- (en) Alexander Jablokov (n. 1956)

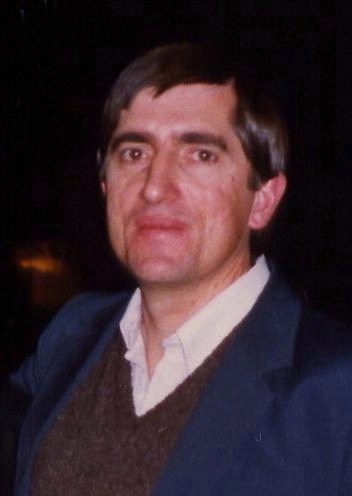
K. W. Jeter

- (en) Mike Jahn alias Joseph Michael Jahn (n. 1943)
- (en) John Jakes (n. 1932)
- (en) Maxim Jakubowski (n. 1944)
- (en) Malcolm Jameson (1891 – 1945)
- (de) Heidrun Jänchen (n. 1965)
- (en) Laurence M. Janifer (1933 – 2002)
- (de) Doris Jannausch (n. 1925)
- (de) Marco Janus, pseudonimo di Horst Zalten (1922 – 1978)
- (de) Alfred Jarry (1873 – 1907)
- (en) F. A. Javor, pseudonimo di Francis Anthony Jaworski (1916 – 1992)
- (de) Axel Jeffers, pseudonimo di Hans-Peter Weißfeld (n. 1917)
- (en) Richard Jeffries (1848 – 1887)
- (ru) Iwan Antonowitsch Jefremow (1907 – 1972)
- (cs) Milan Jelínek (n. 1947)
- (en) Nora Kelta Jemisin (n. 1972)
- (ru) Michail Jemzew alias Mikhail Tikhonovich Yemtsev (1930 – 2003)
- (en) Gary Jennings (1928 – 1999)
- (de) Gilbert M. Jensen[36]
- (en) Janet O. Jeppson, nome di nascita di Janet Asimov (n. 1926)
- (sv) Per Christian Jersild (n. 1935)
- (en) Edward Jesby alias Ed Jesby[37]
- (de) Wolfgang Jeschke (n. 1936)
- (en) K. W. Jeter alias Kevin Wayne Jeter (n. 1950)
- (fr) Michel Jeury (n. 1934)
- (cs) Jaroslav Jiran (n. 1955)
- (cs) Jiří Jobánek (1923 – 2002)
- (it) Kelvin H. Joey, pseudonimo di Marco Paini (1936 – 1990)
- (it) L. R. Johannis, pseudonimo di Luigi Rapuzzi (1905 – 1968)
- (en) George Clayton Johnson (n. 1929)
- (hu) Maurus Jókai (1825 – 1904)
- (en) Alice Eleanor Jones[38]
- (cs) Alois Joneš (n. 1929)[39]
- (en) D. F. Jones (1917 – 1981)
- (en) Diana Wynne Jones (1934 – 2011)
- (en) Neil R. Jones (1909 – 1988)
- (en) Raymond F. Jones (1915 – 1994)
- (en) Ivar Jorgenson, pseudonimo di Robert Silverberg (n. 1935)
- (en) Cyril Judd, pseudonimo collettivo di Judith Merril e Cyril M. Kornbluth
- (de) Ernst Jünger (1895 – 1998)

## K
- (cs) Vilma Kadlečková (n. 1971)
- (de) Franz Kafka (1883 – 1924)
- (en) James Kahn (n. 1947)
- (de) Hans K. Kaiser (n. 1911)

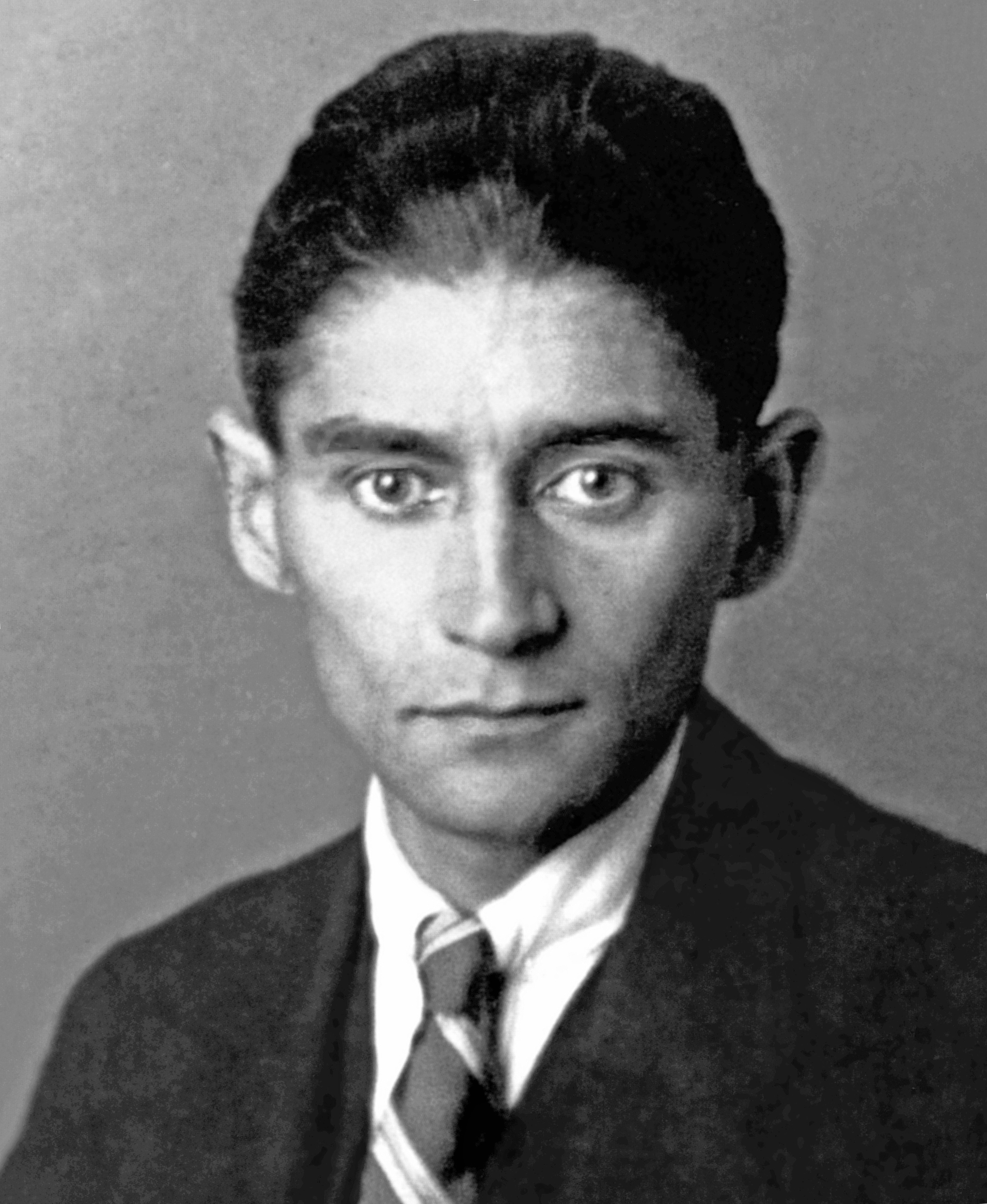
Franz Kafka

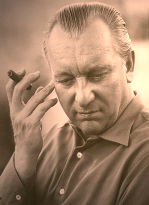
Hans Hellmut Kirst

- (it) Kai Zen, pseudonimo collettivo di Jadel Andreetto, Bruno Fiorini, Guglielmo Pispisa e Aldo Soliani
- (cs) Václav Kajdoš (1922 – 1990)[34][40]
- (en) Colin Kapp (1928 – 2007)
- (hu) Ferenc Karinthy (1921 – 1992)
- (hu) Frigyes Karinthy (1887 – 1938)
- (it) Joe C. Karpatí, pseudonimo di Roberta Rambelli (1928 – 1996)
- (de) Dietrich Kärrner, pseudonimo di Artur Mahraun (1890 – 1950)
- (de) Hermann Kasack (1896 – 1966)
- (ru) Alexander Kasanzew (1906 – 2002)
- (en) Herbert D. Kastle (1924 – 1987)
- (de) Rolf Kauka (1917 – 2000)
- (de) Helge T. Kautz (n. 1967)
- (en) Winn Kearns (1905 – 1977)
- (en) Day Keene (1904 – 1969)
- (de) Walther Kegel (1907 – 1945)
- (en) James Keilty
- (en) Joseph E. Kelleam (1913 – 1975)
- (en) David H. Keller (1880 – 1966)
- (de) Bernhard Kellermann (1879 – 1950)
- (en) Leo P. Kelley (1928 – 2002)
- (de) Wolfgang Kellner (n. 1928)
- (en) James Patrick Kelly (n. 1951)
- (en) Leigh Kennedy (n. 1951)
- (la) Giovanni Keplero (1571 – 1630)
- (de) Claudia Kern (n. 1967)
- (de) Charlotte Kerner (n. 1950)
- (en) Gerald Kersh (1911 – 1968)
- (en) John Kessel (n. 1950)
- (cs) Petr Kettner (n. 1921)[41]
- (it) P. Kettridge, pseudonimo di Franco Lucentini (1920 – 2002)
- (it) P. Kettridge jr., pseudonimo di Giuseppe Lippi (n. 1953)
- (en) Alexander Key (1904 – 1979)
- (en) Daniel Keyes (1927 – 2014)
- (en) Gregory Keyes (n. 1963)
- (de) Achmed Adolf Wolfgang Khammas (n. 1952)
- (it) Ciro Khan, scritto anche Ciro Kahn (attivo negli anni trenta)
- (de) Ernst von Khuon (1915 – 1997)
- (fr) Lieutenant Kijé, pseudonimo di Alain Yawache/Yaouanc (n. 1932)
- (en) Lee Killough (n. 1942)
- (en) Garry Kilworth (n. 1941)
- (de) Eberhard Christian Kindermann
- (en) Stephen King (n. 1947)
- (en) Vincent King (1935 – 2000)
- (en) Donald Kingsbury (n. 1929)
- (de) Sarah Kirsch (1935 – 2013)
- (de) Hans Hellmut Kirst (1914 – 1989)
- (de) Falk – Ingo Klee (n. 1946)
- (fr) Gérard Klein (n. 1937)
- (ru) Václav Klička (n. 1925)
- (de) Bernt Kling (n. 1947)
- (cs) Ivan Kmínek (1953 – 2013)[42]
- (en) Nigel Kneale (1922 – 2006)
- (en) Fletcher Knebel (1911 – 1993)
- (de) Hans Kneifel (1936 – 2012)
- (en) Damon Knight (1922 – 2002)
- (en) Norman L. Knight (1895 – 1970)
- (de) Wolfram Kober (n. 1950)
- (de) Boris Koch (n. 1973)
- (de) Richard Koch (1895 – 1970)
- (de) Johanna von Koczian (n. 1933)
- (cs) Josef Koenigsmark (1916 – 1993)[34][43]
- (de) Karl F. Kohlenberg (n. 1915)
- (de) Erich Köhler (1928 – 2003)
- (de) C. H. Kölbl (1912 – ?)
- (de) Gottfried Kolditz (n. 1922)
- (de) Anton M. Kolnberger (1909 – 1976)
- (en) Aaron L. Kolom
- (ru) Alexander Kolpakow[44]
- (ru) Viktor Kolupajev (n. 1936)
- (en) Viktor Koman (n. 1954)
- (ja) Sakyō Komatsu (1931 – 2011)
- (la) Jan Ámos Komenský alias Comenio (1592 – 1670)
- (de) Dieter König (n. 1946)
- (de) Heinz G. Konsalik (1921 – 1999)
- (en) Dean Koontz (n. 1945)
- (de) Georg Korf (1871 – ?)
- (en) Cyril M. Kornbluth (1932 – 1958)
- (cs) Pavel Kosatík (n. 1962)
- (sr) Erih Koš alias Eric Kosch (1913 – 2010)[45]
- (de) Karl Ludwig Kossak – Raytenau (1891 – 1949)
- (en) William Kotzwinkle (n. 1943)
- (de) Robert Kraft (1869 – 1916)
- (de) Werner A. Kral[46]
- (cs) Alexandr Kramer (n. 1946)
- (de) Peter Theodor Krämer (1921 – 1999)
- (de) Michail Krausnick (n. 1943)
- (de) Bernd Kreimeier (n. 1964)
- (de) Irmtraud Kremp (n. 1934)
- (en) Nancy Kress (n. 1948)
- (de) Reinhard Kriese (n. 1954)
- (de) Alexander Kröger (n. 1943)
- (de) Rolf Krohn (n. 1949)
- (de) Günther Krupkat (1905 – 1991)
- (de) Karsten Kruschel (n. 1959)
- (de) Erik Ritter von Kuehnelt–Leddin (1909 – 1999)
- (cs) Jiří Kulhánek (n. 1967)
- (en) James Kunetka (n. 1944)
- (en) Michael Kurland (n. 1938)
- (en) Robert T. Kurosaka[47]
- (de) Franz Kurowski (n. 1923)
- (de) Hanns Kurth (1904 – 1976)
- (en) Katherine Kurtz (n. 1944)
- (en) Henry Kuttner (1914 – 1958)
- (en) David A. Kyle (n. 1919)
- (cs) Rudolf Kylián (n. 1944)[48]
- (TR) C.M. Kosemen (n. 1984)

## L

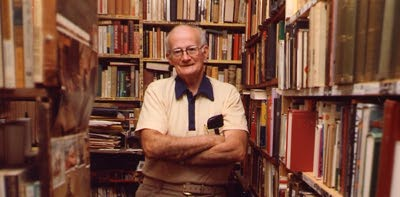
R. A. Lafferty

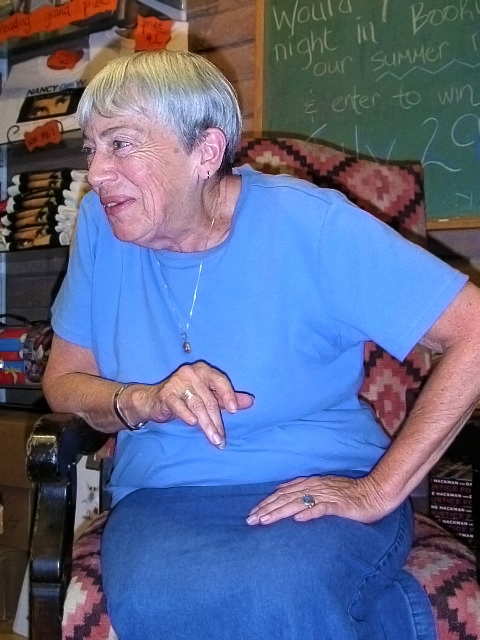
Ursula K. Le Guin

- (cs) Jan Laban, pseudonimo di Vladimír Páral (n. 1932)
- (de) Karl August von Laffert (1872 – 1938)
- (en) R. A. Lafferty (1914 – 2002)
- (fr) Jules Laforgue (1860 – 1887)
- (ru) Lasar Lagin (1903 – 1979)
- (en) Marc Laidlaw (n. 1960)
- (en) R. M. Lamming (n. 1948)
- (en) Geoffrey A. Landis (n. 1955)
- (it) Tommaso Landolfi (1908 – 1978)
- (en) Darrel T. Langart, pseudonimo di Randall Garrett (1927 – 1987)
- (de) Hellmuth Lange (1903 – ?)
- (en) Oliver Lange (n. 1927)
- (en) George Langelaan (1908 – 1969)
- (en) David Langford (n. 1953)
- (de) Manfred Langrenus, pseudonimo di Friedrich Hecht (1903 – 1980)
- (en) Sterling E. Lanier (1927 – 2007)
- (it) Paolo Lanzotti
- (zh) Lao She (1899 – 1966)
- (ru) Olga Larionova (n. 1935)
- (en) Glen A. Larson (n. 1937)
- (de) Kurd Laßwitz (1848 – 1910)
- (en) Philip Latham, pseudonimo di Robert S. Richardson (1902 – 1981)
- (it) Carmelo La Torre
- (it) Igor Latychev, pseudonimo di Roberta Rambelli (1928 – 1996)
- (en) Keith Laumer (1925 – 1993)
- (en) Alice Laurance, pseudonimo di Laura W. Haywood (n. 1938)
- (it) N. H. Laurentix, pseudonimo di Luigi Rapuzzi (1905 – 1968)
- (de) Marockh Lautenschlag (n. 1949)
- (en) Harold Lawlor (1910 – 1992)
- (en) H. L. Lawrence, pseudonimo di Henry Lionel Lawrence (1908 – 1990)[49]
- (en) Jack B. Lawson[50]
- (en) Anne Lear[51]
- (de) Thomas Le Blanc (n. 1951)
- (en) Gentry Lee (n. 1942)
- (en) Tanith Lee (n. 1947)
- (en) William M. Lee (1901 – 1935)
- (en) Ursula K. Le Guin (n. 1929)
- (fr) Serge Lehman, pseudonimo di Pascal Fréjean (n. 1964)
- (en) Fritz Leiber (1910 – 1992)
- (en) Justin Leiber (n. 1938)
- (en) Stephen Leigh (n. 1951)
- (en) Murray Leinster (1896 – 1975)
- (de) Otto von Leixner (1847 – 1907)
- (pl) Stanisław Lem (1921 – 2006)
- (de) Alfred Leman (n. 1925)
- (en) Bob Leman (1922 – 2006)
- (en) Madeleine L'Engle (1918 – 2007)
- (en) William Le Queux (1864 – 1927)
- (en) Rhoda Lerman (n. 1936)
- (en) Gustave Le Rouge (1867 – 1938)
- (en) Milton Lesser (1928 – 2008)
- (en) Doris Lessing (1919 – 2013)
- (en) Jonathan Lethem (n. 1964)
- (de) Curt Letsche (1912 – 2010)
- (de) Peter Leukefeld (1937 – 1983)
- (it) Riccardo Leveghi (1941 – 1985)
- (en) Jeremy Leven (n. 1941)
- (de) Oswald Levett (1884 – 1942)
- (it) Primo Levi (1919 – 1987)
- (en) Ira Levin (1929 – 2007)
- (en) C. S. Lewis (1898 – 1963)
- (en) Myron R. Lewis[52]
- (en) Sinclair Lewis (1885 – 1951)
- (en) Willy Ley (1906 – 1969)
- (en) Jacqueline Lichtenberg (n. 1942)
- (de) Jörg von Liebenfels (n. 1930)
- (en) Walt Liebscher (1918 – 1985)
- (pl) Antonina Liedtke alias Nina Liedtke
- (de) Rolf W. Liersch (n. 1943)
- (en) A. M. Lightner, pseudonimo di Alice Martha Hopf (1904 – 1988)
- (fr) Jean-Marc Ligny (n. 1956)
- (fr) Maurice Limat (1913 – 2002)
- (en) Brad Linaweaver (n. 1952)
- (de) Hendrick P. Linckens (n. 1940)
- (en) David Lindsay (1876 – 1945)
- (en) Jane Lindskold (n. 1962)
- (it) Giuseppe Lipparini (1877 – 1951)
- (it) Giuseppe Lippi alias P. Kettridge Jr, G. L., Ettore Mancino (n. 1953)
- (en) John Uri Lloyd (1849 – 1936)
- (de) Norbert Loacker (n. 1939)
- (en) Charles Logan (n. 1930)
- (nl) Manuel van Loggem (1916 – 1998)
- (it) Massimo Lo Jacono alias Guido Altieri, Megalos Diekonos, L. J. Mauritius (n. 1937)
- (ru) Alexander Lomm, pseudonimo di Václav Klička (n. 1925)[53]
- (en) Jack London (1876 – 1916)
- (en) James D. Long (n. 1948)[54]
- (fr) Y. F. J. Long (n. 1921)
- (en) Frederick Longbeard, pseudonimo di Barry B. Longyear (n. 1942)
- (it) Giuseppe O. Longo (n. 1941)
- (en) Barry B. Longyear (n. 1942)
- (en) Noel Loomis (1905 – 1969)
- (en) Frederick S. Lord jr.[55]
- (de) Michael Lorenz (n. 1928)
- (de) Peter Lorenz (n. 1944)
- (de) Boy Lornsen (1922 – 1995)
- (en) Jean Lorrah (n. 1940)
- (en) Robert Lory (n. 1936)
- (en) Howard Phillips Lovecraft (1890 – 1937)
- (en) James Lovegrove (n. 1965)
- (en) Delos W. Lovelace (1894 – 1967)
- (en) Roger Robert Lovin alias Roger Lovin, Rodgers Clemens (n. 1941)[56]
- (en) Shelly Lowenkopf (n. 1931)
- (en) Robert A. W. Lowndes (1916 – 1998)
- (en) George Lucas (n. 1945)
- (en) Jon Lucas[57]
- (it) Franco Lucentini alias P. Kettridge, Sidney Ward (1920 – 2002)
- (la) Luciano di Samosata (120 circa – tra il 180 e il 192)
- (en) Robert Ludlum (1927 – 2001)
- (cs) Lukáš Luhan, pseudonimo di Jiří Mareš (1922 – 1997)[58]
- (de) Leo Lukas (n. 1950)
- (en) Adam Lukens, pseudonimo di Diane Detzer (n. 1930)
- (ru) Sergej Luk'janenko (n. 1968)
- (en) Brian Lumley (n. 1937)
- (sv) Sam J. Lundwall (n. 1941)
- (en) Richard A. Lupoff (n. 1935)
- (de) Ernst Otto Luthard (n. 1948)
- (en) Elizabeth A. Lynn (n. 1946)
- (en) Howard Lyon, pseudonimo di Robert Rohrer (n. 1946)[59]

## M
- (en) K. W. MacAnn[60]

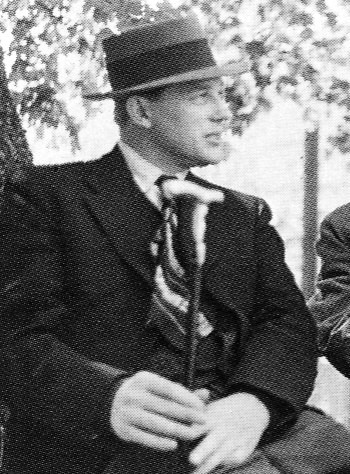
Harry Martinson

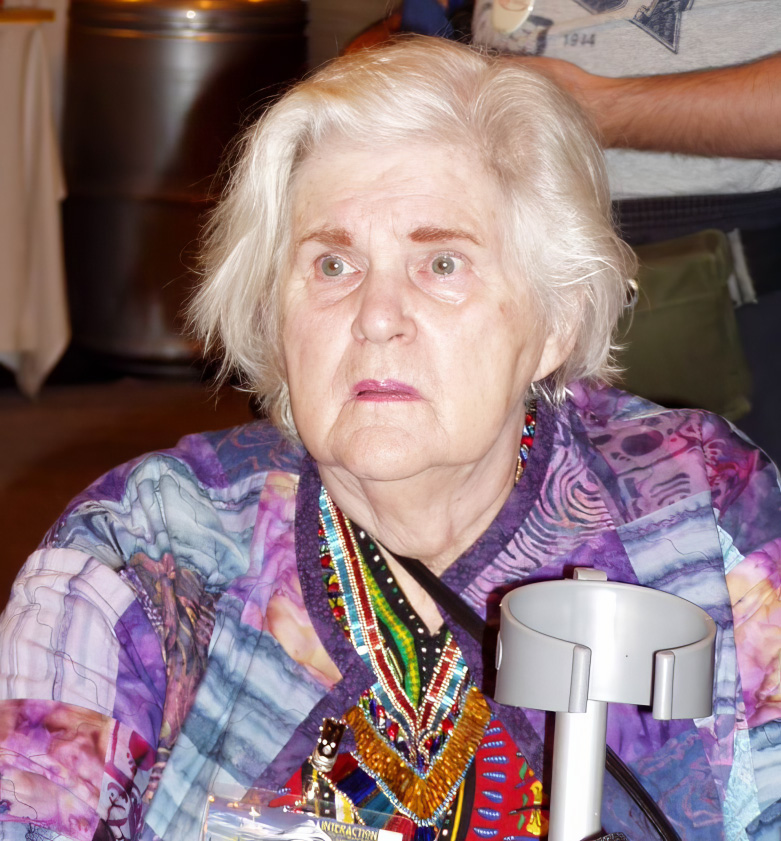
Anne McCaffrey

- (en) C. C. MacApp, pseudonimo di Carroll M. Capps (1913 – 1971)
- (it) Giuseppe Macchi[61]
- (en) John D. MacDonald (1916 – 1986)
- (en) Philip MacDonald alias W. J. Stuart (1899 – 1980)
- (cs) Petr Macek (n. 1981)
- (cs) Lubomír Macháček (n. 1947)
- (en) Fred MacIsaac (1886 – 1940)
- (en) R. W. Mackelworth (1930 – 2000)
- (en) Compton Mackenzie (n. 1954)
- (en) Katherine Maclean (n. 1925)
- (en) Phyllis MacLennan (1920 – 2012)
- (en) Ian R. MacLeod (n. 1956)
- (en) Ken MacLeod (n. 1954)
- (en) Sheila MacLeod (n. 1939)
- (hu) Gyula Macskássy (1912 – 1971)
- (en) Angus MacVicar (1908 – 2001)
- (en) Larry Maddock, pseudonimo di Jack Owen Jardine (1931 – 2009)
- (en) Tom Maddox, nome completo Daniel Thomas Maddox (n. 1945)
- (en) Rachel Maddux (1912 – 1983)
- (de) Friedrich Wilhelm Mader (1866 – 1945)
- (en) Elliot S. Maggin (n. 1950)
- (de) Klaus Mahn (1934 – 1993)
- (de) Kurt Mahr, pseudonimo di Klaus Mahn (1934 – 1993)
- (de) Cecil O. Mailer, pseudonimo di Klaus Mahn (1934 – 1993)
- (it) Daria Mainardi
- (it) Baccio Maineri, soprannome di Bartolomeo Emanuele Maineri (1831 – 1899)
- (it) Curzio Malaparte, pseudonimo di Kurt Erich Suckert (1898 – 1957)
- (en) Charles Eric Maine, pseudonimo di David McIlwain (1921 – 1981)
- (it) Ugo Malaguti (n. 1945)
- (en) Alexander Malec (1929 – 2014)
- (en) Barry N. Malzberg (n. 1939)
- (it) Roberto Mandel (1895 – 1963)
- (en) Phillip Mann (n. 1945)
- (de) W. L. Mann[62]
- (en) Laurence Manning (1899 – 1972)
- (en) Keith D. Mano (n. 1942)
- (it) Paolo Mantegazza (1831 – 1910)
- (en) John Mantley (1920 – 2003)
- (it) Virginio Marafante (n. 1947)
- (cs) Jiří Marek, pseudonimo di Josef Jiří Puchwein (1914 – 1994)
- (en) Robert E. Margroff (n. 1930)
- (it) Michele Mari (n. 1955)
- (it) Filippo Tommaso Marinetti (1876 – 1944)
- (it) Simone Marini (n. 1982)
- (en) Jan Mark, pseudonimo di Janet Marjorie Brisland (1943 – 2006)
- (de) Michael Marken, pseudonimo di Fritz Mardicke (1895 – 1966)
- (en) Winston K. Marks (1915 – 1979)
- (en) A. M. Marple[63]
- (en) Francesca Marques[64]
- (de) Michael Marrak (n. 1965)
- (en) Richard Marsten, pseudonimo di Evan Hunter alias Ed McBain (n. 1926)
- (de) Gunter Martell, pseudonimo di Kurt Becker (n. 1965)
- (sv) Bertil Martensson (n. 1945)
- (cs) Eduard Martin (n. 1951)
- (en) George R. R. Martin (n. 1948)
- (it) Virgilio Martini (1903 – 1986)
- (en) Joseph P. Martino (n. 1931)
- (sv) Harry Martinson (1904 – 1978)
- (ru) Georgi Martynow (1906 – 1983)
- (it) Luca Masali (n. 1963)
- (it) Ruggero Maschio[65]
- (en) Douglas R. Mason (1918 – 2013)
- (en) David I. Masson (1915 – 2007)
- (en) Jack Matcha alias John Tanner[66]
- (en) Richard Matheson (1926 – 2013)
- (de) Gerhard Matzke (n. 1925)
- (de) Jörg Mauthe (1924 – 1986)
- (de) Gerd Maximovic (n. 1944)
- (en) Julian May (n. 1931)
- (en) Lawrence Mayer
- (de) Theodor Heinrich Mayer (1884 – 1949)
- (ja) Taku Mayumura (n. 1934)
- (en) Angus McAllister (n. 1943)
- (en) Bruce McAllister (n. 1946)
- (en) Paul J. McAuley (n. 1955)
- (en) Anne McCaffrey (1926 – 2011)
- (en) Robert R. McCammon (n. 1952)[67]
- (en) Cormac McCarthy (n. 1933)
- (en) Wil McCarthy (1966)
- (en) Thomas Calvert McClary (1909 – 1972)
- (en) Gary D. McClellan[68]
- (en) Thorp McClusky (1906 – 1993)
- (en) Colleen McCullough (n. 1937)
- (en) David McDaniel (1939 – 1977)
- (en) Jack McDevitt (n. 1935)
- (de) Tensor McDyke, pseudonimo di Dieter Ueckermann[69]
- (en) Ian McDonald (n. 1960)
- (en) Mark J. McGarry (n. 1958)
- (en) James Murdoch MacGregor alias J. T. McIntosh (1925 – 2008)
- (en) John J. McGuire (1917 – 1981)
- (en) Maureen F. McHugh (n. 1959)
- (en) J. T. McIntosh, pseudonimo di James Murdoch MacGregor (1925 – 2008)
- (en) Vonda N. McIntyre (n. 1948)
- (en) Richard McKenna (1913 – 1964)
- (it) Norman Mc Kennedy, pseudonimo di Nora De Siebert
- (en) Jack McKenty
- (en) Dean McLaughlin, nome completo Dean Benjamin McLaughlin jr. (n. 1931)
- (en) Mike McQuay (1949 – 1995)
- (en) Harold Mead (1910 – 1997)
- (en) Shepherd Mead (1914 – 1994)
- (de) Barbara Meck (n. 1945)
- (cs) Vladimír Medek (n. 1940)[70]
- (it) Morena Medri (n. 1959)
- (de) Gottfried Meinhold (n. 1936)
- (de) Wilhelm Meissel (n. 1922)
- (ru) Alexandr Alexandrovič Mejerov (1915 – 1975)[71]
- (de) Andreas Melzer (n. 1960)
- (it) Gianni Menarini (n. 1937)
- (en) Drew Mendelson (n. 1945)
- (de) Peter de Mendelssohn (1908 – 1982)
- (it) Luigi Menghini (n. 1946)
- (en) A. J. Merak, pseudonimo di John S. Glasby (1928 – 2011)
- (fr) Louis-Sébastien Mercier (1740 – 1814)
- (en) Richard C. Meredith (1937 – 1979)
- (fr) Victor Méric (1876 – 1933)[72]
- (fr) Robert Merle (1908 – 2004)
- (en) Judith Merril, pseudonimo di Judith Josephine Grossman (1923 – 1997)
- (en) Abraham Merritt (1884 – 1943)
- (de) K. Merten, pseudonimo editoriale di Hanns Kurth[73]
- (en) Sam Merwin jr. (1910 – 1996)
- (en) Marissa Meyer (n. 1984)
- (en) Nicholas Meyer (n. 1945)
- (de) Wilhelm Friedrich von Meyern (1762 – 1829)
- (de) Christian Meyer–Oldenburg (n. 1936)
- (da) Niels Meyn (1891 – 1957)
- (de) Gustav Meyrink, pseudonimo di Gustav Mayer (1868 – 1932)
- (da) Sophus Michaëlis (1865 – 1932)
- (en) Melisa Michaels (n. 1946)
- (de) Tilde Michels (n. 1920)
- (de) Ulf Miehe (1940 – 1989)
- (de) Heinz Mielke (n. 1923)
- (de) Thomas R. P. Mielke (n. 1940)
- (en) China Miéville (n. 1972)
- (it) Mauro Antonio Miglieruolo (n. 1942)
- (it) Lorenzo Miglioli
- (en) Victor Milan (n. 1954)
- (en) Joseph Millard (1908 – 1989)
- (en) Barry P. Miller (1939 – 1980)
- (en) P. Schuyler Miller (1912 – 1974)
- (en) Walter M. Miller (1923 – 1996)
- (en) Robert P. Mills (1920 – 1986)
- (en) Kirk Mitchell (n. 1950)
- (en) Naomi Mitchison (1897 – 1999)
- (de) Klaus Möckel (n. 1934)
- (en) Will Mohler alias Will Worthington[74]
- (de) Helmuth W. Mommers (n. 1943)
- (it) Massimo Mongai alias Massimiliano Milleri, Simamos Ngamoi (n. 1950)
- (it) Claudia Mongini (n. 1975)
- (it) Giovanni Mongini (1944)
- (it) Gianni Montanari (n. 1949)
- (en) Thomas F. Monteleone (n. 1946)
- (en) Rick Moody, pseudonimo di Hiram Frederick Moody III (n. 1961)
- (en) Elizabeth Moon (n. 1945)
- (en) Ted Mooney (n. 1951)
- (en) Michael Moorcock (n. 1939)
- (en) C. L. Moore (1911 – 1987)
- (en) Harris Moore, pseudonimo collettivo di Arthur Moore e Alfred Harris (?1906 – 1977; n. 1928)
- (en) Patrick Moore (n. 1923)
- (en) Raylyn Moore (1928 – 2005)
- (en) Ward Moore (1903 – 1978)
- (it) Maico Morellini (1977)
- (en) Dan Morgan (1925 – 2011)
- (en) Richard K. Morgan (n. 1965)
- (de) Michael Morgental (n. 1943)
- (ja) Hiroyuki Morioka (n. 1962)
- (la) Tommaso Moro (1478 – 1535)
- (en) John Morressy (1930 – 2006)
- (en) Janet Ellen Morris (n. 1946)
- (en) William Morris (1834 – 1896)
- (en) William Morrison, pseudonimo di Joseph Samachson (1906 – 1980)
- (en) James Morrow (n. 1947)
- (it) Ercole Luigi Morselli (1882 – 1921)
- (it) Guido Morselli (1912 – 1973)
- (en) Sam Moskowitz (1920 – 1997)
- (cs) Jaroslav Mostecký (n. 1963)
- (en) Edwin Morgan, nome completo Edwin George Morgan (1920 – 2010)
- (it) Luigi Motta (1881 – 1955)
- (en) Walter F. Moudy (1929 – 1973)
- (de) Eva Maria Mudrich (1927 – 2006)
- (de) H. J. Müggenburg[75]
- (de) Horst Müller (1923 – 2005)
- (en) John E. Muller, pseudonimo di R. L. Fanthorpe (n. 1935)
- (de) Wilko Müller jr. (n. 1962)
- (de) Alfred Müller-Felsenburg (1926 – 2007)
- (en) Jerrold Mundis (n. 1941)
- (en) John Munro (1849 – 1930)
- (de) Marten Munsonius (n. 1961)
- (en) Pat Murphy (n. 1955)
- (en) Phyllis Murphy (n. 1924)
- (it) Gilda Musa (1926 – 1999)
- (it) Alessandro Mussi, pseudonimo di Mario Galluzzi (1945 – 2008)
- (en) Mike McMahan (n. 1981)

## N
- (en) Maggie Nadler[76]
- (en) Linda Nagata (n. 1960)
- (de) Michael Nagula (n. 1959)
- (ja) Masanori Nakamura (n. 1929)

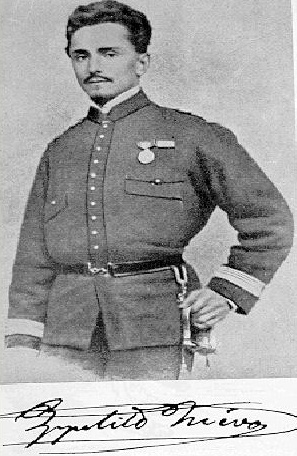
Ippolito Nievo

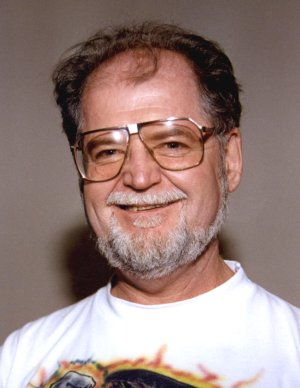
Larry Niven

- (de) Gerhard Naundorf (1909 – 1959)
- (it) Luigi Naviglio alias Louis Navire et al. (1936 – 2001)
- (en) Charles Naylor (1941 – 2005)
- (en) Doug Naylor (n. 1956)
- (de) Hans Neff[77]
- (cs) Ondřej Neff (n. 1945)
- (de) Franz L. Neher (1896 – 1970)
- (en) Ray Nelson, pseudonimo di Radell Faraday Nelson (n. 1931)
- (ru) Wladimir Iwanowitsch Nemzow (1907 – 1993)
- (cs) Petra Neomillnerová (n. 1970)
- (it) Camillo Nessi (1899 – 1942)
- (cs) Josef Nesvadba (1926 – 2005)
- (en) Ruth Nestvold
- (en) Kris Neville (1925 – 1980)
- (en) Bernhard Newman (1897 – 1968)
- (en) Kim Newman (n. 1959)
- (da) Niels E. Nielsen (1924 – 1993)
- (de) August Niemann (1839 – 1919)
- (it) Ippolito Nievo (1831 – 1861)
- (en) Audrey Niffenegger (n. 1965)
- (de) Alexander Niklischek (1892 – 1953)
- (de) Walther Nithack-Stahn (1866 – 1942)
- (en) Larry Niven (n. 1938)
- (it) Bielt Niutold, pseudonimo di Umberto Bellini (1921 – 1988)
- (en) Sterling Noel (1903 – 1984)
- (en) William F. Nolan (n. 1928)
- (de) Ulrike Nolte (n. 1973)
- (en) Jeff Noon (n. 1957)
- (de) Peter Norden (n. 1922)
- (de) Richard Nordhausen (1868 – 1941)
- (en) John Norman (n. 1931)
- (en) Hoke Norris (1913 – 1977)[78]
- (en) Edmund H. North (1911 – 1990)
- (en) Eric North, pseudonimo di Charles Bernard Cronin (1884 – 1968)
- (en) Andre Norton, pseudonimo di Alice Mary Norton (1912 – 2005)
- (it) Beryl Norton, pseudonimo di Bianca Nulli
- (en) Victor Norwood (1920 – 1983)
- (en) Alan E. Nourse (1928 – 1992)
- (it) Silverio Novelli (n. 1958)
- (cs) František Novotný (n. 1944)
- (de) Heinrich Nowak (1890 – 1955)
- (en) Philip Francis Nowlan (1888 – 1940)
- (en) Cassandra Nye, pseudonimo di Charles Naylor (1941 – 2005)[79]

## O

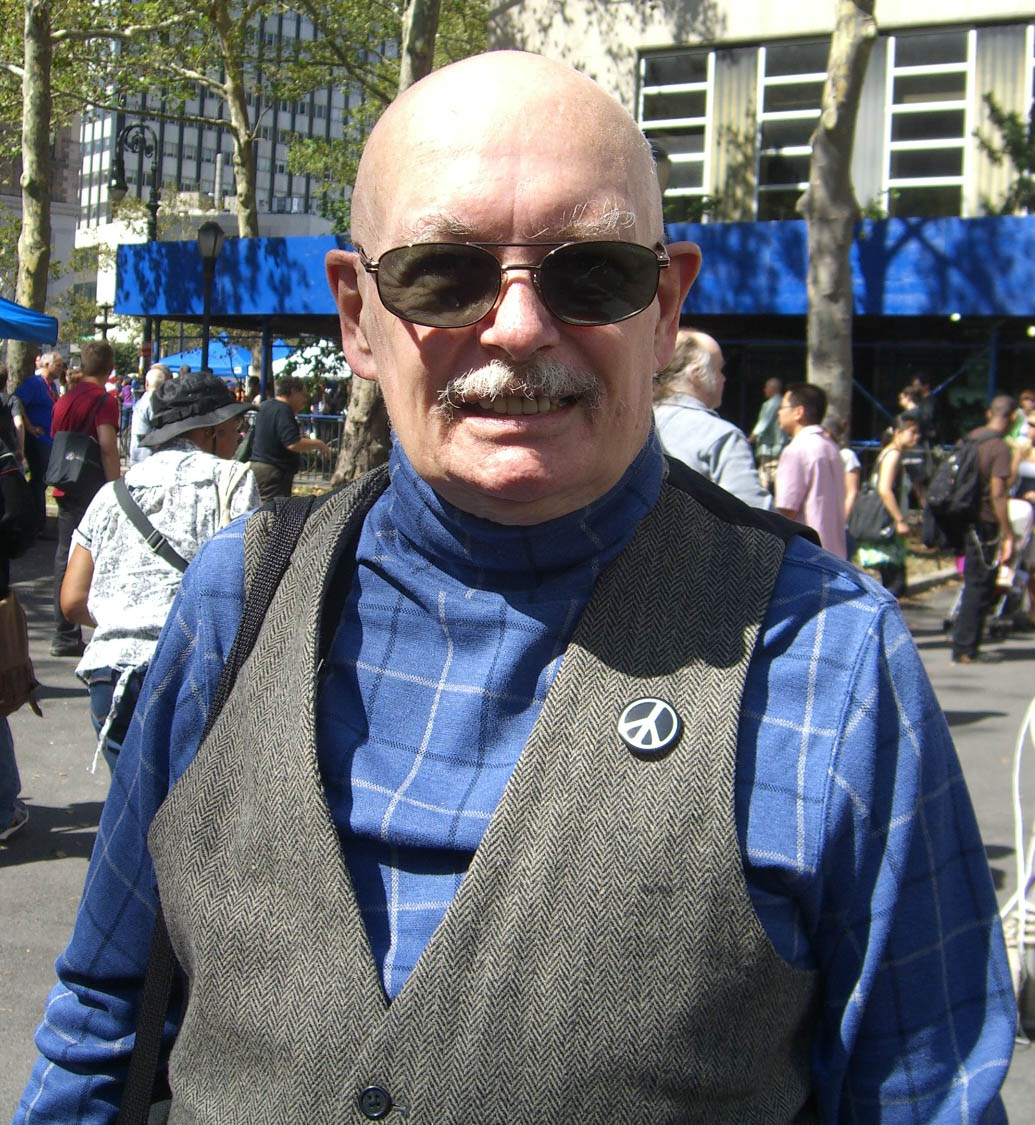
Dennis O'Neil

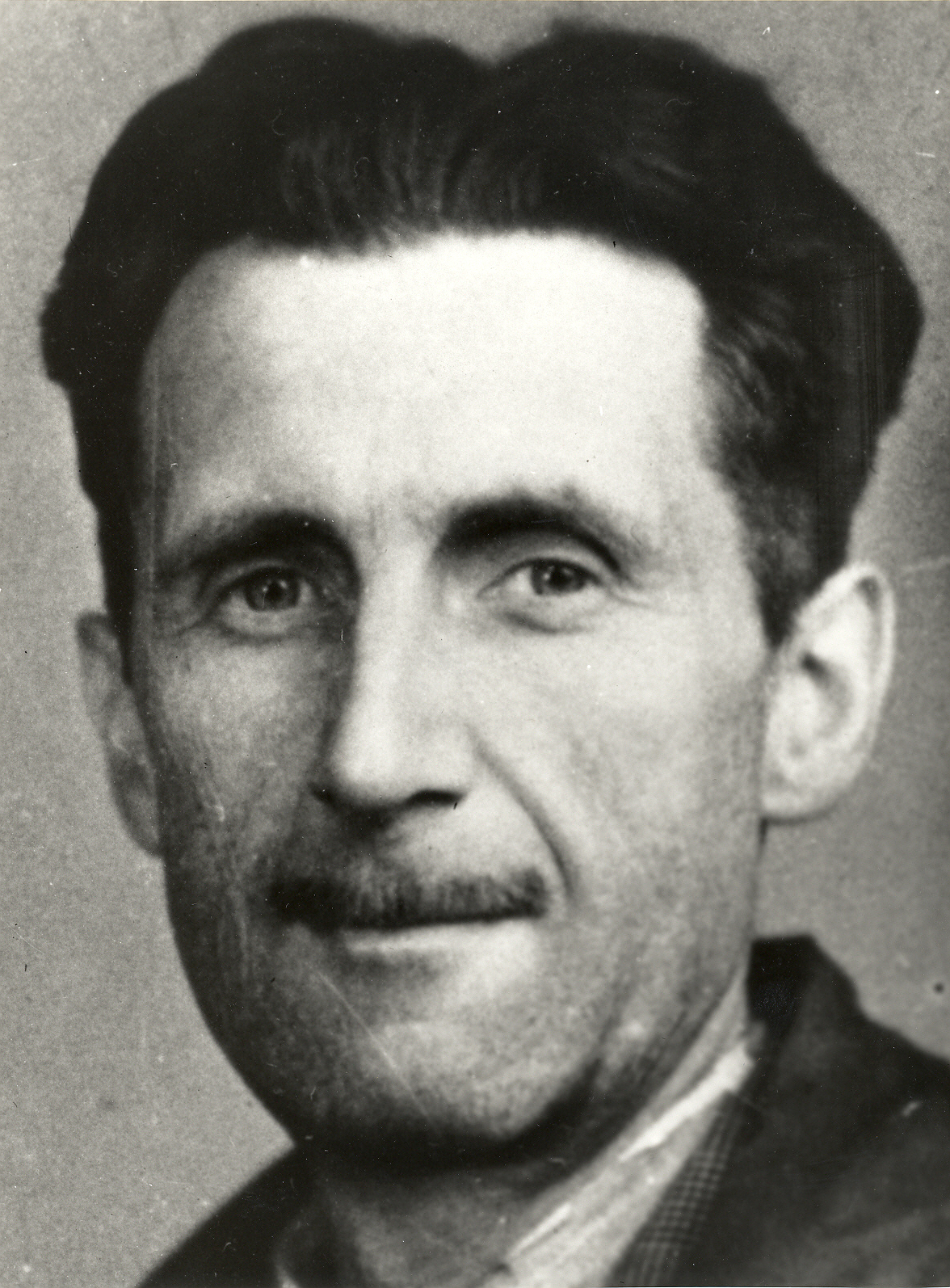
George Orwell

- (en) Robert C. O'Brien, pseudonimo di Robert Leslie Conly (1918 – 1973)
- (ru) Wladimir Afanassjewitsch Obrutschew (1863 – 1956)
- (it) Charles F. Obstbaum, pseudonimo di Carlo Fruttero (1926 – 2012)
- (de) Felix Oder (1895 – 1968)
- (en) Lawrence O'Donnel, pseudonimo usato da Henry Kuttner e C. L. Moore[80]
- (en) K. M. O'Donnell, pseudonimo di Barry N. Malzberg (n. 1939)
- (en) Kevin O'Donnell jr. (n. 1950)
- (en) Finn O'Donnevan, pseudonimo di Robert Sheckley (1928 – 2005)
- (en) Andrew J. Offutt (1936 – 2013)
- (en) Joseph D. Olander (n. 1939)
- (en) Chad Oliver (1928 – 1993)
- (en) Dennis O'Neil (n. 1939)
- (pl) Marek Oramus (n. 1952)
- (en) Ben Orkow (1896 – 1988)
- (it) Alberto Orsi (XIX secolo – XX secolo)
- (en) George Orwell, pseudonimo di Eric Arthur Blair (1903 – 1950)
- (en) David Osborne, pseudonimo di Robert Silverberg (n. 1935)
- (en) George O'Toole (1936 – 2001)
- (de) H. P. O'Toole, pseudonimo di Harald Pusch (n. 1946)

## P
- (it) Luigi Pachì (n. 1961)

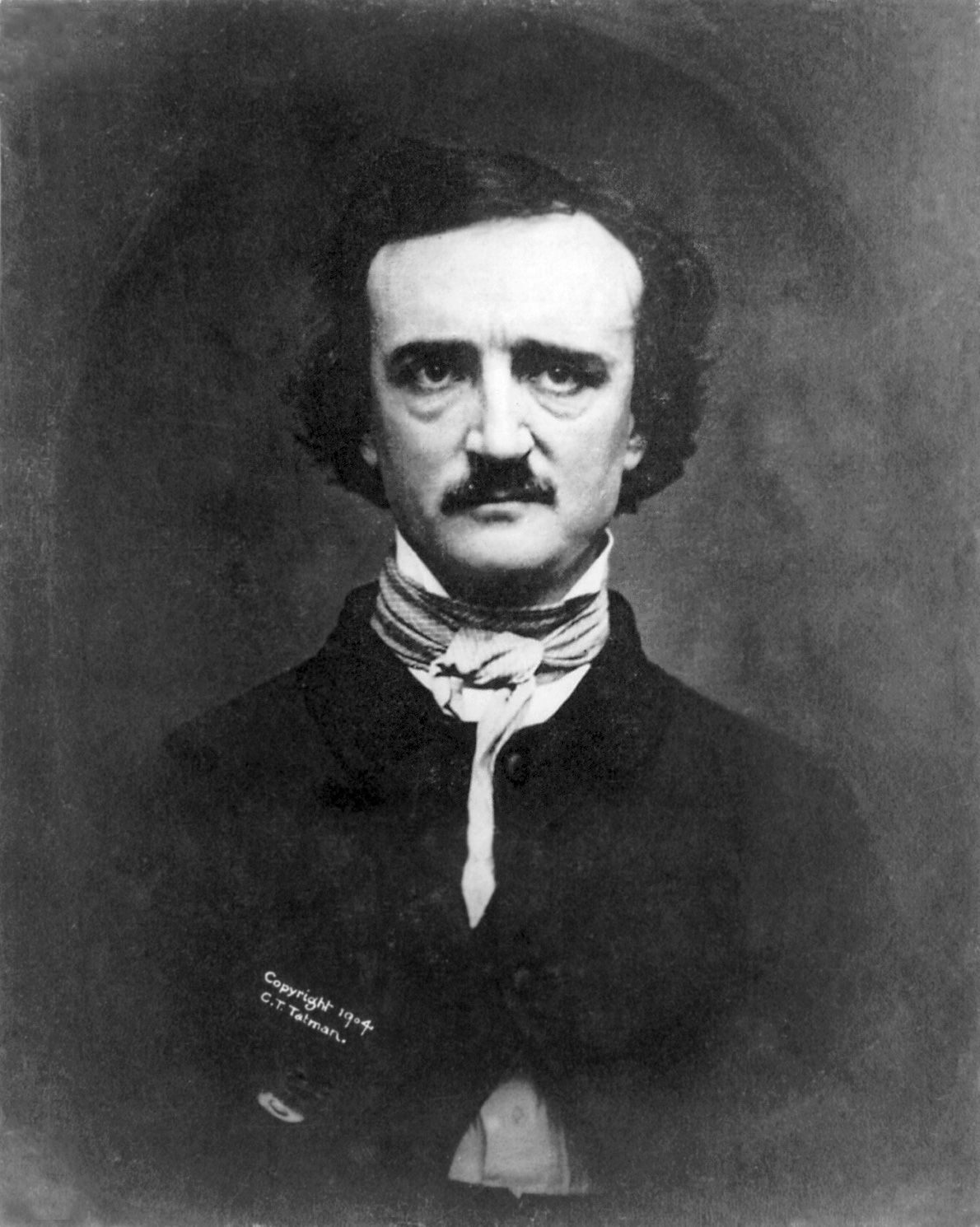
Edgar Allan Poe

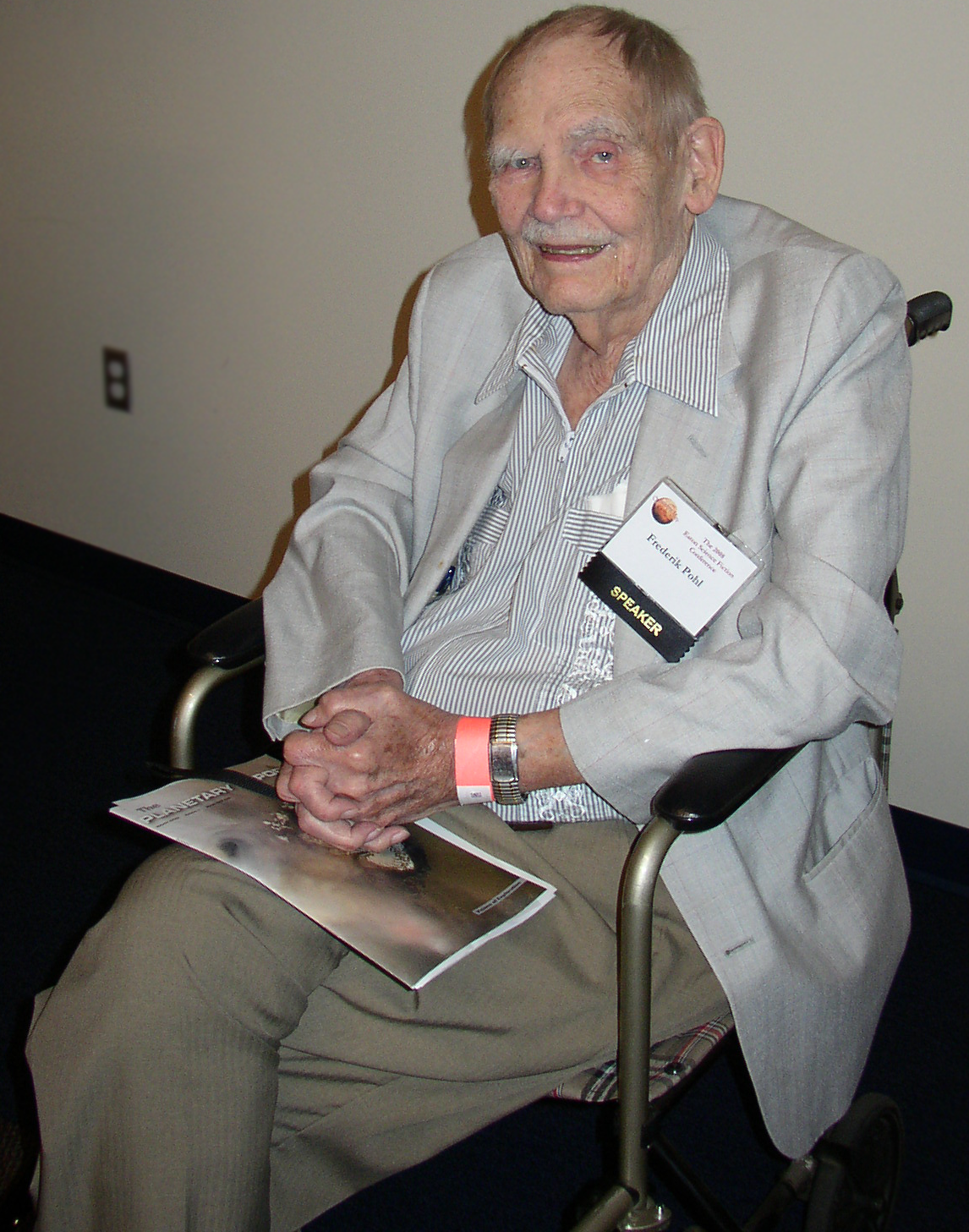
Frederik Pohl

- (en) Lewis Padgett, pseudonimo di C. L. Moore (1911 – 1987)
- (en) Thomas Page (n. 1942)
- (it) Carlo Pagetti (n. 1945)
- (it) Giorgio Pagliaro (n. 1945)
- (it) Marco Paini alias Kelvin H. Joey, M. P., Ulisse Westmore (1936 – 1990)
- (it) Aldo Palazzeschi, pseudonimo di Aldo Giurlani (1885 – 1974)
- (it) Paola Pallottino (n. 1938)
- (en) Dennis Palumbo (n. 1951)
- (it) Massimo Pandolfi (n. 1944)
- (en) Edgar Pangborn (1909 – 1976)
- (en) Alexei Panshin (n. 1940)
- (en) Cory Panshin (n. 1947)
- (it) Giovanni Papini (1881 – 1956)
- (cs) Dušan Papoušek (n. 1930)
- (cs) Vladimír Páral (n. 1932)
- (it) Ferruccio Parazzoli (n. 1935)
- (ru) Eremej Parnov, scritto anche Yeremey Parnov (1935 – 2009)
- (it) Alessandro Paronuzzi (n. 1953)
- (it) Lorraine Parr, pseudonimo di Laura Parravicini
- (it) Carla Parsi-Bastogi (1904 – 1986)
- (it) Tarcisio Pasquetti
- (en) John Paton, pseudonimo di Frederick John Alford Bateman (n. 1921)
- (it) Francesco Patrizi Da Cherso (1529 – 1597)
- (de) Harvey Patton (1923 – 1994)
- (en) Barbara Paul (n. 1931)
- (en) Kathryn Paulsen
- (en) Gerald Pearce (n. 1928)
- (cs) Josef Pecinovský (n. 1946)
- (en) Kit Pedler (1927 – 1981)
- (en) Jesse Peel, pseudonimo di Steve Perry (n. 1947)
- (en) Hayford Peirce (n. 1942)
- (it) Ada Maria Pellacani (1902 – 2004)
- (fr) Pierre Pelot (n. 1945)
- (en) Steve Perry (n. 1947)
- (it) Francesco Pestellini
- (it) Renato Pestriniero (n. 1933)
- (de) Frank Petermann alias Simon Peter (n. 1947)
- (cs) Eduard Petiška (1924 – 1987)
- (cs) Jaroslav Petr (n. 1958)[81]
- (cs) Jaroslav Petr, pseudonimo di Jaroslav Veis (n. 1946)[82]
- (en) Graham Petrie (n. 1941)[83]
- (de) Ernst Petz (n. 1947)
- (en) Donald J. Pfeil (1937 – 1989)
- (en) John T. Phillifent alias John Rackham
- (en) Mark Phillips, pseudonimo di Randall Garrett (1927 – 1987)
- (en) Rog Phillips (1909 – 1965)
- (it) Franco Piccinini (n. 1954)
- (it) Daniela Piegai (n. 1943)
- (en) Marge Piercy (n. 1936)
- (it) Massimo Pietroselli (n. 1964)
- (it) Lorenzo Pignotti (1739 – 1812)
- (it) Gianni Pilo (n. 1939)
- (it) Gianluigi Pilu (n. 1956)
- (it) Patrizio Pinna (n. 1969)
- (en) H. Beam Piper (1904 – 1964)
- (it) Antonio Piras (n. 1956)
- (it) Luigi Pirandello (1867 – 1936)
- (en) Doris Piserchia (n. 1928)
- (it) Silverio Pisu (1937 – 2004)
- (it) Gian Filippo Pizzo (n. 1951)
- (en) Dannie Plachta
- (en) Charles Platt (n. 1945)
- (en) P. J. Plauger (n. 1944)
- (cs) Alexej Pludek (1923 – 2002)
- (ru) Roman Podol'ny[84]
- (en) Edgar Allan Poe (1809 – 1849)
- (en) Frederik Pohl (1919 – 2013)
- (cs) Jan Poláček (n. 1957)[85]
- (it) Jole Pollini, nome da sposata di Roberta Rambelli (1928 – 1996)
- (en) Arthur Porges, pseudonimo di Peter Arthur (1915 – 2006)
- (en) Jerry Pournelle (n. 1933)
- (en) Tim Powers (n. 1952)
- (it) Eugenio Prandi (1901 – XX secolo)
- (it) Ivo Prandin (n. 1935)
- (en) Fletcher Pratt (1897 – 1956)
- (en) Paul Preuss (n. 1942)
- (en) Christopher Priest (n. 1943)
- (fr) Lucien Prioly
- (cs) Jiří Walker Procházka (n. 1959)
- (de) Gert Prokop (1932 – 1994)
- (en) Bill Pronzini (n. 1943)
- (it) Piero Prosperi (n. 1945)
- (de) Horst Pukallus (n. 1949)
- (en) James Pulley
- (en) Tom Purdom (n. 1936)
- (it) Guido Pusinich
- (de) Jesco von Puttkamer (1933 – 2012)

## Q
- (it) Roberto Quaglia (n. 1962)
- (de) Frank Quilitzsch (n. 1957)[86]
- (de) Henry Quinn, pseudonimo collettivo di Ronald M. Hahn e Thomas Ziegler (n. 1948; 1956 – 2004)[87]
- (de) Robert Quint, pseudonimo di Rainer Zubei alias Thomas Ziegler (1956 – 2004)
- (de) R. C. Quoos-Raabe, pseudonimo di H. G. Francis (n. 1936)

## R

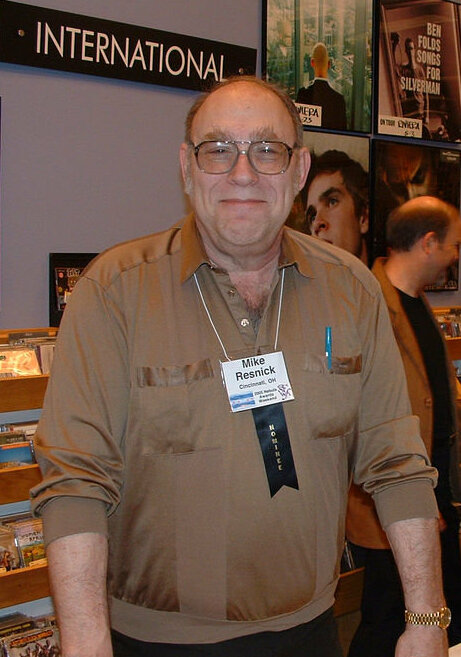
Mike Resnick

- (en) John Rackham, pseudonimo di John T. Phillifent (1916 – 1976)
- (en) Edward Rager[88]
- (it) John Rainbell, pseudonimo di Roberta Rambelli (1928 – 1996)
- (it) Robert Rainbell, pseudonimo di Roberta Rambelli (1928 – 1996)
- (it) Giulio Raiola (1927 – 2006)
- (it) Roberta Rambelli (1928 – 1996)
- (it) Marco Ramperti (1887 – 1964)
- (jp) Ranpo Edogawa, pseudonimo di Hirai Taro (1894 – 1965)
- (en) Ayn Rand (1905 – 1982)
- (en) Marta Randall (n. 1948)
- (en) Robert Randall, pseudonimo di Robert Silverberg (n. 1935)
- (de) Heiner Rank (n. 1931)
- (en) Robert Rankin (n. 1949)
- (en) Rick Raphael (1919 – 1994)
- (de) Carlos Rasch (n. 1932)
- (de) Rudolf Erich Raspe (1736 – 1794)
- (de) Lutz Rathenow (n. 1952)
- (en) Robert Ray (n. 1928)
- (en) Robert Ray, pseudonimo di Albert Bernstein (1918 – 1996)
- (en) Tom Reamy (1935 – 1977)
- (en) J. Michael Reaves (n. 1950)
- (en) David Reed, pseudonimo di David Vern (n. 1924)
- (en) Kit Reed (n. 1932)
- (en) Robert Reed (n. 1956)
- (de) Frank Rehfeld (n. 1962)
- (it) Gustavo Reisoli
- (sl) Miha Remec (n. 1928)[89]
- (fr) Maurice Renard (1875 – 1939)
- (it) Maurizio Repossi[90]
- (en) Mike Resnick (n. 1942)
- (en) Alastair Reynolds (n. 1966)
- (en) Mack Reynolds (1917 – 1983)
- (en) Ted Reynolds (n. 1938)
- (en) Jack Rhys, pseudonimo di David Michael Heptonstall (n. 1943)
- (de) Theodor Rhys (n. 1965)
- (it) Franco Ricciardiello (n. 1961)
- (de) Hans Richter (1889 – 1941)
- (en) M. Rickert, nome completo Mary Rickert (n. 1959)
- (en) Frank Riley, pseudonimo di Frank Rhylick (1915 – 1996)
- (it) Luigi Rinaldi (n. 1967)
- (en) John Ringo (n. 1963)
- (it) Anna Rinonapoli (1924 – 1986)
- (cs) Vlado Ríša (n. 1949)
- (it) Dario Rivarossa
- (en) Jane Roberts (1929 – 1984)
- (en) Keith Roberts (1935 – 2000)
- (en) Morgan Robertson (1861 – 1915)
- (en) Kenneth Robeson alias Paul Ernst (1899 – 1985)
- (fr) Albert Robida (1848 – 1926)
- (en) Stephen Robinett (1941 – 2004)
- (en) Frank M. Robinson (1926 – 2014)
- (en) Jeanne Robinson (1948 – 2010)
- (en) Kim Stanley Robinson (n. 1952)
- (en) Spider Robinson (n. 1948)
- (en) Justina Robson (n. 1968)
- (en) Ross Rocklynne, pseudonimo di Ross Louis Rocklin (1913 – 1988)
- (en) Gene Roddenberry (1921 – 1991)
- (de) W. D. Rohr, pseudonimo di Wolf Detlef Rohr (1928 – 1981)
- (es) Pedro Jorge Romero (n. 1967)[91]
- (en) Bruce W. Ronald (n. 1931)
- (it) Rosa Rosà, pseudonimo di Edith von Haynau (1884 – 1978)
- (en) Joel Rosenberg (n. 1954)
- (en) Mordecai Roshwald (n. 1921)
- (fr) J. H. Rosny aîné, pseudonimo di Joseph-Henri Honoré Boëx (1856 – 1940)
- (en) Irwin Ross[92]
- (de) Armin Rößler (n. 1972)
- (en) Milton A. Rothman (1919 – 2001)
- (en) Tony Rothman (n. 1953)
- (cs) Theodor Rotrekl (1923 – 2004)[93]
- (en) William Rotsler (1926 – 1997)
- (it) Eugenio Rottenbacher (n. 1926)
- (en) Rudy Rucker (n. 1946)
- (en) Matt Ruff, nome completo Matthew Theron Ruff (n. 1965)
- (en) Charles W. Runyon (1928 – 1987)
- (en) M. F. Rupert[94]
- (en) Kristine Kathryn Rusch alias Kris Rusch, Kristine Grayson, Kathryn Wesley (n. 1960)
- (en) Gary Alan Ruse (n. 1946)
- (en) Joanna Russ (1937 – 2011)
- (en) Bertrand Russell (1872 – 1970)
- (en) Eric Frank Russell (1905 – 1978)
- (en) Mary Doria Russell (n. 1950)
- (en) Ray Russell (1924 – 1999)
- (en) Richard Paul Russo (n. 1954)
- (en) Geoff Ryman (n. 1951)
- (it/jp) Mijoshi Ryuko[95]
- (en) Justin Roiland (n. 1980)

## S
- (en) Fred Saberhagen (1930 – 2007)
- (en) Carl Sagan (1934 – 1996)
- (en) Don Sakers (n. 1958)
- (it) Emilio Salgari (1862 – 1911)

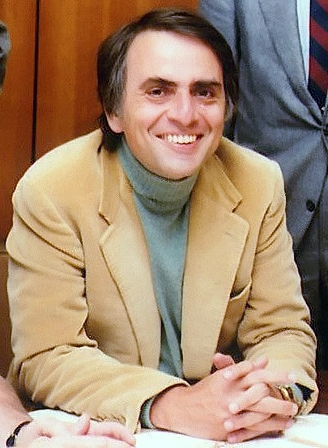
Carl Sagan

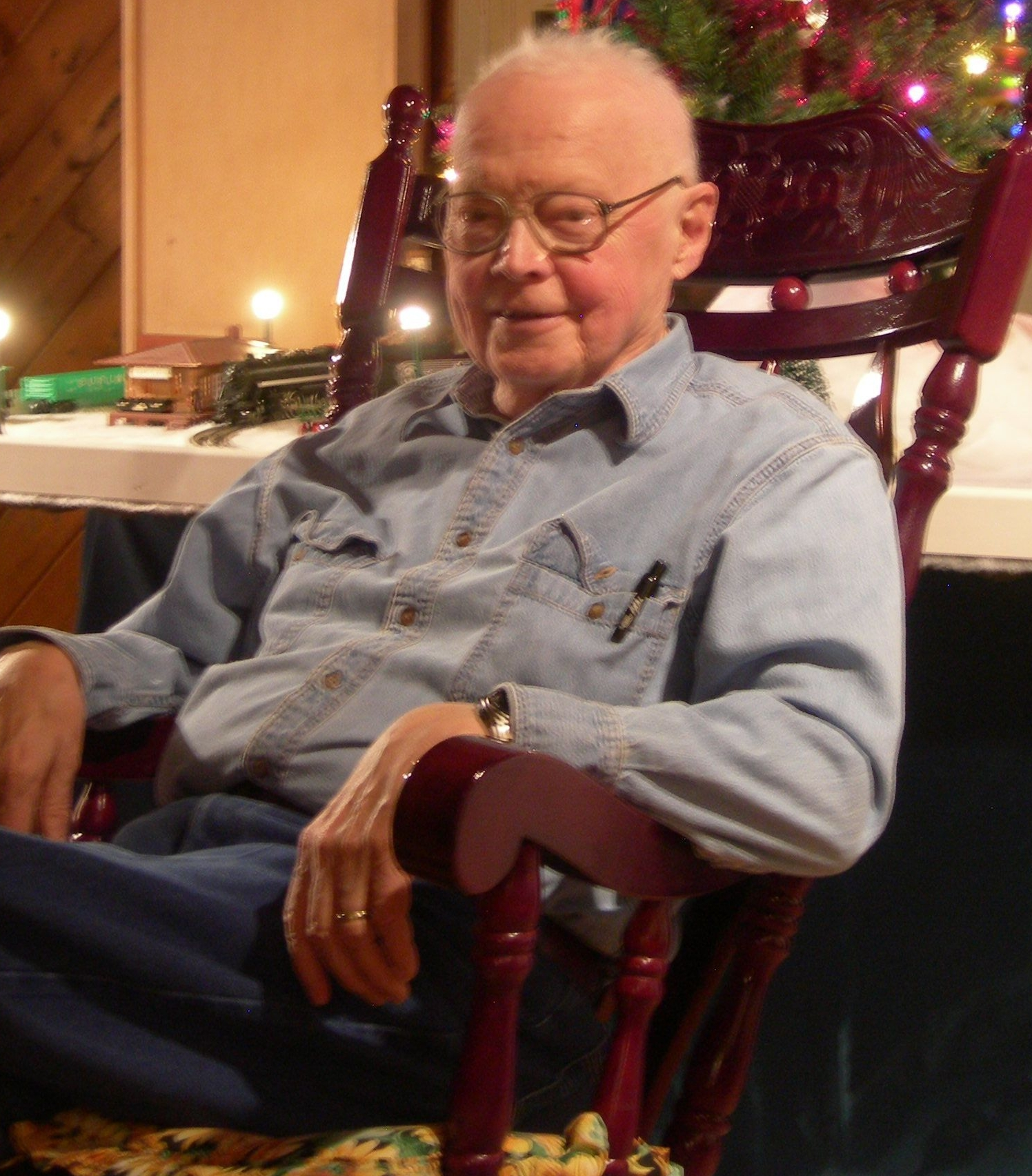
Fred Saberhagen

- (it) Nino Salvaneschi (1886 – 1968)
- (en) R. A. Salvatore, nome completo Robert Anthony Salvatore (n. 1959)
- (de) Ralph Sander (n. 1963)
- (it) Sandro Sandrelli (1926 – 2000)
- (it) Giorgio Sangiorgi (n. 1957)
- (it) Danilo Santoni (n. 1953)
- (ru) V. Saparin, nome completo Viktor Saparin (1905 - 1970)
- (en) Pamela Sargent (n. 1948)
- (en) Al Sarrantonio (n. 1952)
- (en) Jake Saunders (n. 1947)
- (it) Alberto Savinio, pseudonimo di Andrea Francesco Alberto de Chirico (1891 – 1952)
- (cs) Jaromír Šavrda (1933 – 1988)
- (en) Robert J. Sawyer (n. 1960)
- (en) Josephine Saxton (n. 1935)
- (en) John Scalzi (n. 1969)
- (it) Tiziano Scarpa (n. 1963)
- (it) Giorgio Scerbanenco, nato Volodymyr-Džordžo Ščerbanenko (1911 – 1969)
- (en) Nat Schachner, nome completo Nathan Schachner (1895 – 1955)
- (en) Robin Schaeffer, pseudonimo di Barry N. Malzberg (n. 1939)[96]
- (de) Peter Schattschneider (n. 1950)
- (de) Frank Schätzing (n. 1957)
- (de) Karl-Herbert Scheer (1928 – 1991)
- (de) Paul Scheerbart (1863 – 1915)
- (de) Jürgen vom Scheidt (n. 1940)
- (en) Hilbert Schenck, nome completo Hilbert van Nydeck Schenck, Jr. (1926 – 2013)
- (en) Michael Schimmel[97]
- (en) Stanley Schmidt (n. 1944)
- (en) James H. Schmitz (1911 – 1981)
- (de) Erik Schreiber (n. 1959)
- (en) J. Neil Schulman (n. 1953)
- (en) George S. Schuyler (1895 – 1977)
- (de) Susan Schwartz, pseudonimo di Uschi Zietsch (n. 1940)
- (en) Thomas N. Scortia (1926 – 1986)
- (it) Walter Scotellaro (n. 1954)
- (it) Esther Scott, pseudonimo di Lina Gerelli (1904 – 1979)
- (it) Filippo Scòzzari (n. 1946)
- (en) Luc Scott[98]
- (en) Melissa Scott (n. 1960)
- (en) Robin Scott, pseudonimo per i racconti di Robin Scott Wilson (n. 1928)
- (en) Idris Seabright, pseudonimo di Margaret St. Clair (1911 – 1995)
- (en) Sally A. Sellers[99]
- (en) Arthur Sellings (1921 – 1968)
- (cs) Václav Semerád (n. 1945)[100]
- (it) Zaccaria Seriman (1708 – 1784)
- (en) Rod Serling (1924 – 1975)
- (en) Pamela F. Service (n. 1945)
- (en) Michael Shaara (1928 – 1988)
- (de) Konrad Schaef (n. 1937)
- (en) Jack Sharkey, pseudonimo di John Sharkey (1931 – 1992)
- (en) William Shatner (n. 1931)
- (en) Richard S. Shaver (1907 – 1975)
- (en) Bob Shaw (1931 – 1996)
- (en) Michael Shea (1946 – 2014)
- (en) Robert Shea (1933 – 1994)
- (en) Robert Sheckley (1928 – 2005)
- (en) Charles Sheffield (1935 – 2002)
- (en) Alice Sheldon, vero nome di James Tiptree Jr. (1915 – 1987)
- (en) Raccoona Sheldon, alias James Tiptree Jr. (1915 – 1987)
- (en) Mary Shelley (1797 – 1851)
- (en) Lucius Shepard (n. 1948)
- (de) Conrad Shepherd, pseudonimo di Konrad Schaef (n. 1937)
- (en) Thomas L. Sherred (1915 – 1985)
- (en) M. P. Shiel, nome completo Matthew Phipps Shiel (1865 – 1947)
- (en) Lewis Shiner (n. 1950)
- (en) John Shirley (n. 1953)
- (de) W. W. Shols (1925 – 1981)
- (en) Wilma Shore (1913 – 2006)[101]
- (en) Nevil Shute (1899 – 1960)
- (de) Paul Eugen Sieg (1899 – 1950)
- (it) John Sigma, pseudonimo di Dino De Rugeriis (1921 – 1989)
- (en) Robert Silverberg (n. 1935)
- (it) Armando Silvestri (1909 – 1990)
- (en) Clifford D. Simak (1904 – 1988)
- (en) Dan Simmons (n. 1948)
- (en) Herbert A. Simmons (n. 1930)
- (de) Erik Simon (n. 1950)
- (it) Gastone Simoni (1899 – 1966)
- (en) Curt Siodmak (1902 – 2000)
- (de) Arne Sjöberg, pseudonimo di Jürgen Brinkmann (1934 – 1997)
- (en) John Sladek (1937 – 2000)
- (de) Barbara Slawig (n. 1956)
- (en) William Sleator (n. 1945)
- (cs) Vladimír Šlechta (n. 1960)
- (en) Henry Slesar (1927 – 2002)
- (en) Joan Slonczewski (n. 1956)
- (en) A. C. H. Smith, nome completo Anthony Charles Hockley Smith (n. 1935)[102]
- (en) Clark Ashton Smith (1893 – 1961)
- (en) Cordwainer Smith, pseudonimo di Paul Linebarger (1913 – 1966)
- (en) E. E. "Doc" Smith (1890 – 1965)
- (en) Evelyn E. Smith (1927 – 2000)
- (en) George Henry Smith (1922 – 1996)
- (en) George O. Smith (1911 – 1981)
- (en) L. Neil Smith (n. 1946)
- (en) Michael Marshall, nome completo Michael Marshall Smith (n. 1965)
- (en) Philip H. Smith[103]
- (ru) Sergei Alexandrowitsch Snegow (1910 – 1994)
- (en) Guy Snyder (n. 1951)
- (cs) Milan Sobotík (n. 1940)
- (fr) Adrien Sobra, pseudonimo di Marc Agapit (1897 – 1985)
- (en) Jerry Sohl (1913 – 2002)
- (it) Mario Soldati (1906 – 1999)
- (it) Sergio Solmi (1899 – 1981)
- (en) Jeff Somers (n. 1971)[104]
- (fr) M. Roger Sorez[105]
- (ru) Vladimir Sorokin (n. 1955)
- (it) Silvio Sosio (n. 1963)
- (cs) Ludvík Souček (1926 – 1978)
- (it) Vanni Spagnoli (n. 1953)
- (en) Steven Spielberg (n. 1947)
- (en) Norman Spinrad (n. 1940)
- (fr) Jacques Spitz (1896 – 1963)
- (en) Sherwood Springer (1912 – 2000)[106]
- (en) Brian M. Stableford (n. 1948)
- (en) Michael A. Stackpole (n. 1957)
- (en) Will Stanton (1918 – 1996)
- (en) Olaf Stapledon (1886 – 1950)
- (fr) Mark Starr, pseudonimo di Gérard Klein (n. 1937)[107]
- (en) R. F. Starzl (1899 – 1976)
- (en) Christopher Stasheff (n. 1944)
- (en) Vargo Statten, pseudonimo di John Russell Fearn (1908 – 1960)
- (en) Eric St. Clair (1963 – 1987)
- (en) Margaret St. Clair (1911 – 1995)
- (en) Barbara Stearns (n. 1940)[108]
- (en) Stephanie Stearns[109]
- (en) L. J. Stecher jr., pseudonimo di Joseph Wesley[110]
- (en) Allen M. Steele (n. 1958)
- (fr) Kurt Steiner, pseudonimo di André Ruellan (n. 1922)
- (de) Angela Steinmüller (n. 1941)
- (de) Karlheinz Steinmüller (n. 1950)
- (en) Neal Stephenson (n. 1959)
- (cs) Otakar Štěrba (n. 1933)[111]
- (en) Bruce Sterling (n. 1954)
- (it) Elizabeth Stern, pseudonimo di Lina Gerelli (1904 – 1979)
- (en) Adam Sternbergh
- (fr) Jacques Sternberg (1923 – 2006)
- (en) Francis Stevens, pseudonimo di Gertrude Barrows Bennet (1883 – 1948)
- (it) B. P. Stiller, pseudonimo di Giorgio Monicelli (1910 – 1968)
- (en) S. M. Stirling (n. 1953)
- (de) Norbert Stöbe (n. 1953)
- (it) Giampietro Stocco (n. 1961)
- (it) Guglielmo Stocco (1886 – 1932)
- (en) Rex Stout (1886 – 1975)
- (en) Matthew Stover, nome completo Matthew Woodring Stover (n. 1962)
- (en) J. Michael Straczynski (n. 1954)
- (de) Lothar Streblow (n. 1929)
- (en) Craig Strete (n. 1950)
- (en) Charles Stross (n. 1964)
- (ru) Arkadij e Boris Strugackij (1925 – 1991 / 1933 - 2012)
- (en) Don A. Stuart, pseudonimo di John W. Campbell (1910 – 1971)
- (en) W. J. Stuart, pseudonimo di Philip MacDonald (1899 – 1980)
- (en) Theodore Sturgeon (1918 – 1985)
- (it) Roberto Sturm (n. 1959)
- (en) Stephen L. Suffet (n. 1947)
- (en) Tricia Sullivan (n. 1968)
- (en) James E. Sutherland (n. 1948)
- (en) Jeff Sutton (1913 – 1979)
- (cs) Jiří Švejda (n. 1949)
- (sv) Sten Svensson (n. 1957)[112]
- (en) J. W. Swanson[113]
- (en) Michael Swanwick (n. 1950)
- (de) Marianne Sydow, pseudonimo di Marianne Ehrig (n. 1944)
- (cs) Pavel Sýkora (n. 1954)[114]
- (sk) Ladislav Szalai (n. 1951)
- (de) Michael Szameit (n. 1950)
- (en) Leó Szilárd (1898 – 1964)

## T
- (en) Paul Tabori (1908 – 1974)

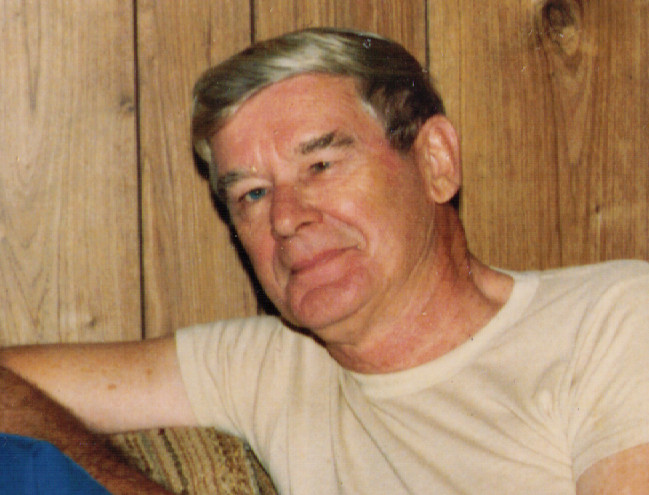
Wilson Tucker

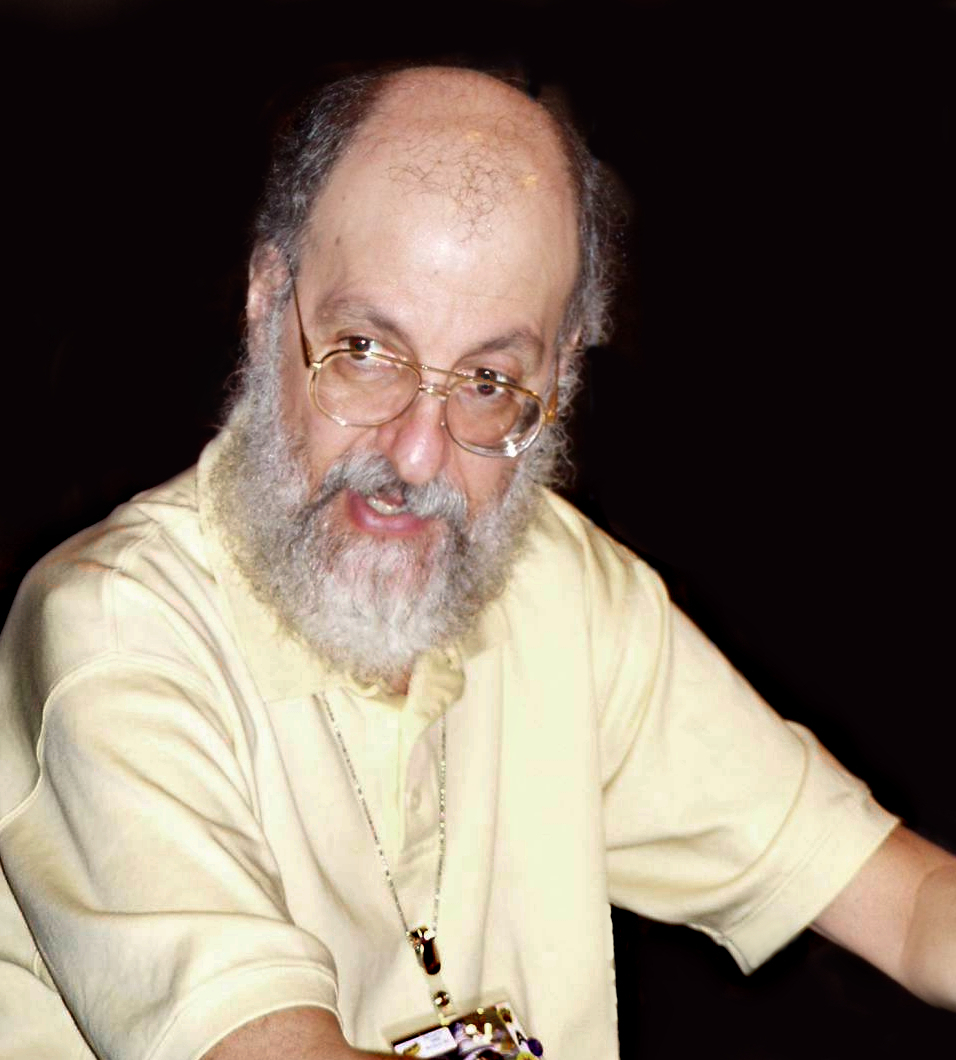
Harry Turtledove

- (en) John Taine, pseudonimo di Eric Temple Bell (1883 – 1960)
- (en) Stephen Tall, pseudonimo di Compton N. Crook (1908 – 1981)
- (it) Franco Tamagni alias Ferenc Nis, Connie Wilson (n. 1944)
- (it) Gloria Tartari
- (it) Salvatore Tasca (n. 1957)
- (en) Peter Tate (n. 1940)
- (de) Hans Taubert (n. 1928)
- (en) Peter Telep, alias Pete Callahan, Ben Weaver (n. 1965)[115]
- (en) William F. Temple (1914 – 1989)
- (nl) Tais Teng, pseudonimo di Thijs van Ebbenhorst Tengbergen (n. 1952)
- (en) William Tenn, pseudonimo di Philip Klass (1920 – 2010)
- (en) Sheri S. Tepper (n. 1929)
- (en) Douglas Terman (1933 – 1999)
- (de) Peter Terrid (1949 – 1998)
- (ru) Abram Terz, pseudonimo di Andrej Donatowitsch Sinjawskij (n. 1925)
- (de) Günter Teske (n. 1933)
- (en) Thomas Tessier (n. 1947)
- (en) Walter Tevis (1928 – 1984)
- (en) Beebe Tharp, pseudonimo di Thomas M. Disch (1940 – 2008)[116]
- (de) Peter Theodor, pseudonimo di Peter Krämer (1921 – 1999)
- (en) Paul Thielen[117]
- (en) Craig Thomas alias David Grant (1942 – 2011)
- (en) D. M. Thomas, nome completo Donald Michael Thomas (1935)
- (en) Maggy Thomas, pseudonimo di Emily Devenport (n. 1958)
- (en) Martin Thomas, pseudonimo di Thomas Hector Martin (1913 – 1985)[118]
- (en) Ted Thomas, pseudonimo di Theodore L. Thomas (1920 – 2005)
- (en) Theodore L. Thomas (1920 – 2005)
- (en) Amy Thomson (n. 1958)
- (en) James E. Thompson[119]
- (en) Cam Thornley[120]
- (en) James Thurber (1894 – 1961)
- (en) Lavie Tidhar (n. 1976)
- (en) Patrick Tilley (n. 1928)
- (it) Paul Timewood (n. 1948)
- (en) James Tiptree Jr., pseudonimo di Alice Sheldon (1916 – 1987)
- (ro) Stefan Tita (1905 – 1978)
- (en) Arthur R. Tofte (1902 – 1980)
- (ru) Aleksej Nikolaevič Tolstoj (1883 – 1945)
- (en) John Tomerlin (n. 1930)
- (it) Tommaso Landolfi (1908 – 1979)
- (it) Dario Tonani (n. 1959)
- (de) Harald Tondern (n. 1941)
- (en) Richard Tooker (1902 – 1988)
- (nl) Jan Gerhard Toonder (1914 – 1992)
- (de) Frank Töppe (n. 1947)
- (cs) Pavel Toufar (n. 1948)
- (de) Peter von Tramin (1932 – 1981)
- (it) Giada Trebeschi (n. 1973)
- (it) Dorotea Assenova Trifonova
- (en) Louis Trimble (1917 – 1988)
- (it) Francesco Troccoli (n. 1969)
- (cs) Jan Matzal Troska (1881 – 1961)
- (en) Kilgore Trout, pseudonimo di Philip José Farmer (1918 – 2009)
- (ru) Nikolai Trublaini (1907 – 1941)
- (en) E. C. Tubb (1919 – 2010)
- (en) Wilson Tucker (1914 – 2006)
- (de) Ludwig Turek (1896 – 1975)
- (en) Alice K. Turner
- (en) George Turner (1916 – 1997)
- (en) Harry Turtledove (n. 1949)
- (de) Karl-Heinz Tuschel (1928 – 2005)
- (en) Leonard Tushnet (1908 – 1973)[121]
- (en) Lisa Tuttle (n. 1952)
- (en) Mark Twain, pseudonimo di Samuel Longhorn Clemens (1835 – 1910)

## U
- (it) Pier Luigi Ubezio (n. 1972)
- (de) Bernd Ulbrich (n. 1943)
- (de) Rolf Ulrici (1922 – 1997)
- (jp) Unno Jûza, pseudonimo di Shôichi Sano (1897 – 1949)
- (en) Steven Utley (n. 1948)

## V
- (it) Roberto Vacca (n. 1927)
- (it) Riccardo Valla (1942 – 2013)

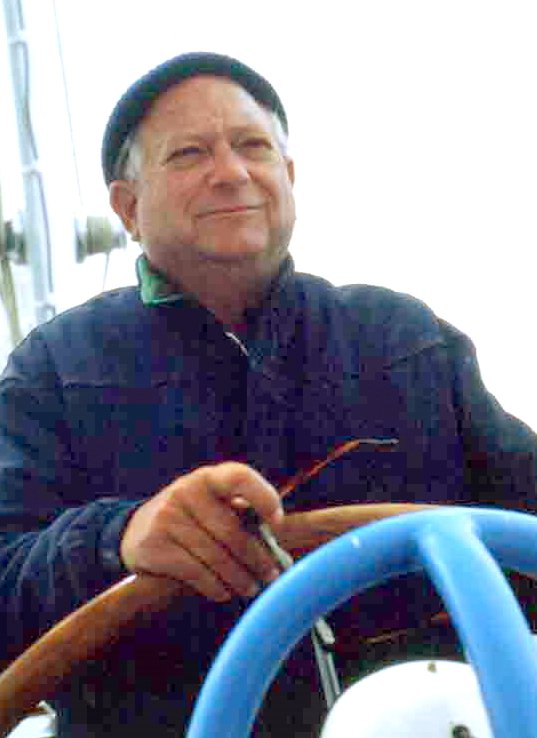
Jack Vance

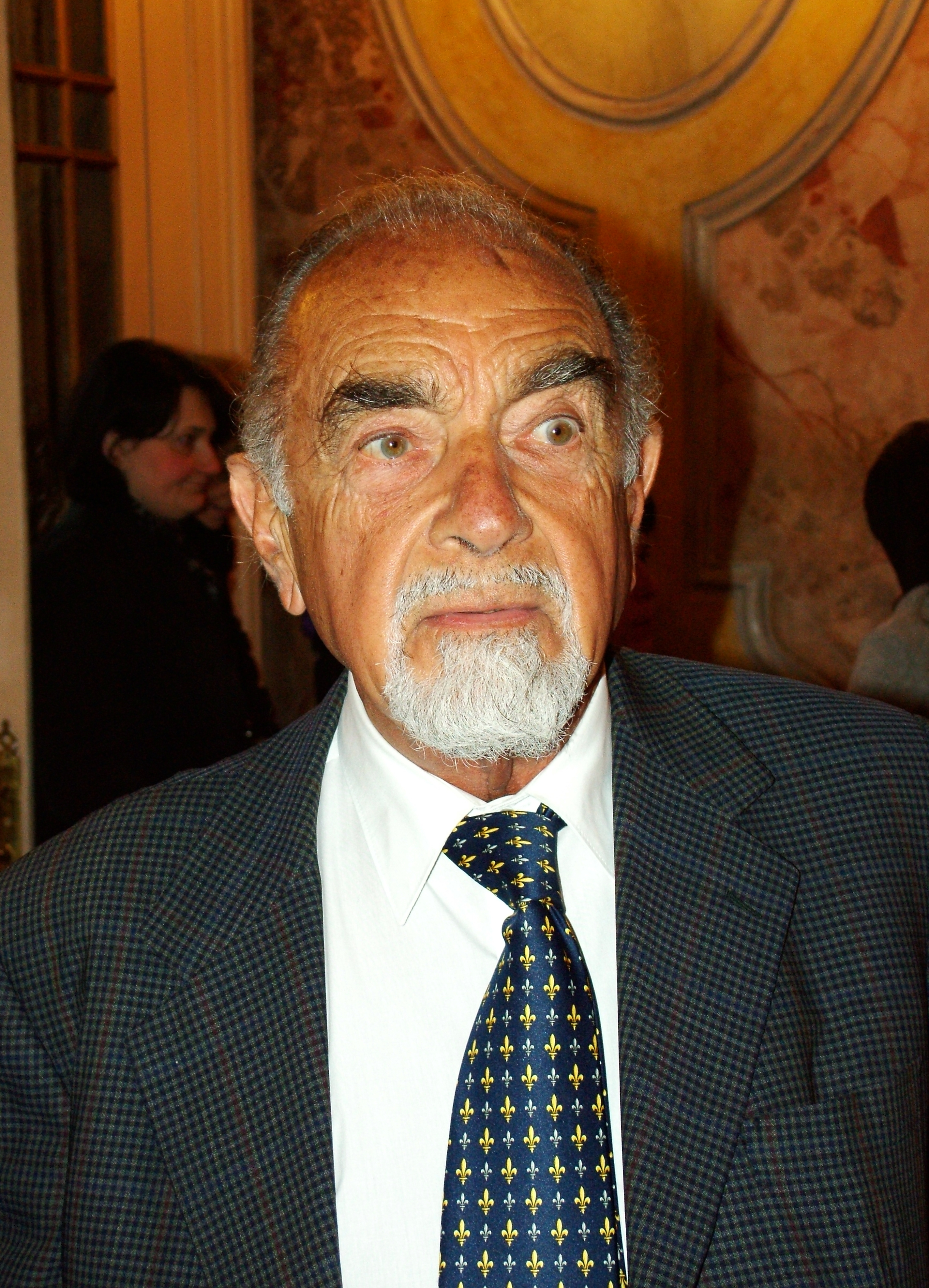
Roberto Vacca

- (de) Hannelore Valencak (1929 – 2004)
- (it) Nicoletta Vallorani (n. 1959)
- (en) Jack Vance (1916 – 2013)
- (fr) Jean-Gaston Vandel, pseudonimo collettivo di Jean Libert (1913 – 1995) e Gaston Vandenpanhuyse (1913 – 1981)
- (fr) José van den Esch
- (de) Fritzheinz van Doornick[122]
- (de) Lee Van Dovski, pseudonimo di Herbert Lewandowski (1896 – 1996)
- (nl) Bob van Laerhoven (n. 1953)
- (en) Sydney J. Van Scyoc (n. 1939)
- (en) A. E. van Vogt (1912 – 2000)
- (it) Dario Varin
- (en) John Varley (n. 1947)
- (ru) Ilja Varšavskij[123]
- (de) Ernst Vasovec (1917 – 1993)
- (cs) Jaroslav Veis (n. 1946)
- (cs) Čestmír Vejdělek (n. 1925)
- (fr) Yves Velan (n. 1925)[124]
- (cs) Jaroslav Velínský (1932 – 2012)[125]
- (fr) Vercors, pseudonimo di Jean Bruller (1902 – 1991)
- (gr) Thanassis Vembos (n. 1963)
- (fr) Jules Verne (1828 – 1905)
- (it) Elisabetta Vernier
- (en) Roger Lee Vernon (1924 – 1980)
- (en) A. Hyatt Verrill (1871 – 1954)
- (fr) Pierre Versins, pseudonimo di Jacques Chamson (1923 – 2001)
- (it) Francesco Verso (n. 1973)
- (it) Elios Vertovese alias Elio Vertovese
- (it) Gianni Vicario (n. 1932)
- (it) Vicro, pseudonimo di Vincenzo Croce
- (en) Gore Vidal (1925 – 2012)
- (it) Alessandro Vietti (n. 1969)
- (de) Heinz Vieweg (n. 1920)
- (it) Francesco Viganò (1806 – 1891)
- (it) Carmine Villani (n. 1948)
- (fr) Auguste de Villiers de L'Isle-Adam, nome completo Jean-Marie-Mathias-Philippe-Auguste, conte de Villiers de L'Isle-Adam (1838 – 1889)
- (en) Harl Vincent (1893 – 1968)
- (en) Joan D. Vinge (n. 1948)
- (en) Vernor Vinge (n. 1944)
- (it) Bruno Vitiello (n. 1966)
- (de) Ernst Vlcek (1941 – 2008)
- (de) Karl Vogg, pseudonimo di Karl Vordermayer (1902 – ?)[126]
- (cs) Zdeněk Volný (n. 1946)
- (it) Edoardo Volpi Kellermann (n. 1964)
- (fr) Antoine Volodine (n. 1950)
- (it) Paolo Volponi (1924 – 1994)
- (it) Volt, pseudonimo di Vincenzo Fani Ciotti (1888 – 1927)
- (de) Voltaire, pseudonimo di François Marie Arouet (1694 – 1788)
- (it) Dario Voltolini (n. 1959)
- (de) William Voltz (1938 – 1984)
- (fr) Elisabeth Vonarburg (n. 1947)
- (en) Rudy Rucker, pseudonimo di Rudolf Von Bitter Rucker (n. 1946)
- (en) Kurt Vonnegut (1922 – 2007)
- (en) E. G. Von Vald, grafia errata di E. G. Von Wald
- (en) John Vornholt (n. 1951)
- (cs) Lenka Vyoralová (n. 1967)[127]

## W

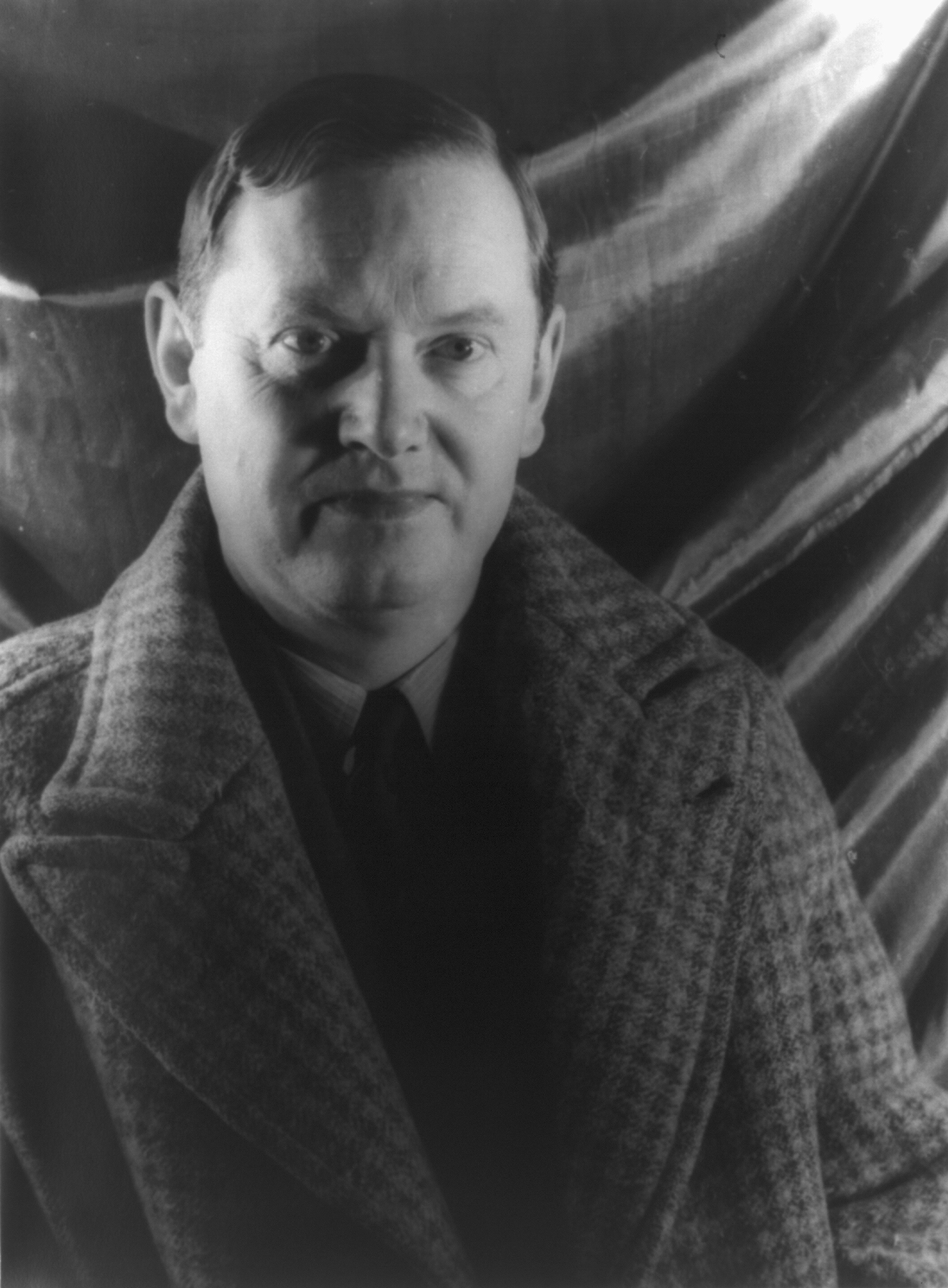
Evelyn Waugh

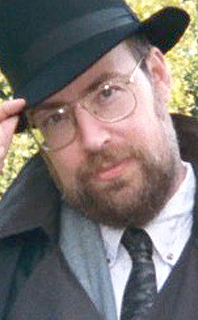
John C. Wright

- (de) Dietrich Wachler (1934 – 2004)
- (en) Karl Edward Wagner (1945 – 1994)
- (en) E. G. Von Wald
- (sv) Per Wahlöö (1926 – 1975)
- (en) Howard Waldrop (n. 1946)
- (it) Emilio Walesko
- (de) Hugh Walker, pseudonimo di Hubert Franz Straßl (n. 1941)
- (en) Mather H. Walker[128]
- (en) F. L. Wallace (1914 – 2002)
- (en) Ian Wallace, pseudonimo di John Wallace Pritchard (1912 – 1998)
- (en) Irving Wallace (1916 – 1990)
- (en) William Walling (n. 1926)
- (de) R. M. Wallisfurth (n. 1919)
- (en) Donald J. Walsh
- (en) Hugh Walters (1910 – 1993)
- (fr) Daniel Walther (n. 1940)
- (en) Bryce Walton (1918 – 1988)[129]
- (en) Donald Wandrei (1908 – 1987)
- (fr) Henry Ward, pseudonimo di Henri-Louis-Luc Viard (1921 – 1989)
- (en) Douglas Warner
- (en) Rex Warner, pseudonimo di Reginald Ernest Warner (1905 – 1986)
- (ru) Ilja Warschawski (1909 – 1974)
- (en) William John Watkins (n. 1942)
- (en) Ian Watson (n. 1943)
- (ca) Peter Watts (n. 1958)
- (en) Charles G. Waugh (n. 1943)
- (en) Evelyn Waugh (1903 – 1966)
- (en) Sharon Webb (1936 – 2010)
- (en) W. T. Webb, nome completo William Thomas Webb (1918 – 2006)
- (en) David Weber (n. 1952)
- (en) Thurlow Weed
- (de) Manfred Wegener (1935 – 1999)
- (de) Werner Wehr, pseudonimo di Heinz Gartmann (1917 – 1960)
- (de) Jörg Weigand (n. 1940)
- (de) Hans Weigel (1908 – 1991)
- (en) Stanley G. Weinbaum (1902 – 1935)
- (en) Andrew Weiner (n. 1949)
- (en) Ellis Weiner (n. 1950)
- (de) Lothar Weise (1931 – 1966)
- (cs) Jan Weiss (1892 – 1972)
- (de) Michael Weisser (n. 1948)
- (en) Berry Weissman
- (de) Wolf Weitbrecht (1920 – 1987)
- (en) Edward Wellen (1919 – 2011)
- (en) Manly Wade Wellman (1903 – 1986)
- (de) Clifford Wells (n. 1934)[130]
- (en) H. G. Wells (1866 – 1946)
- (de) J. E. Wells, pseudonimo di Eberhard Seitz (1912 – ?)
- (en) Robert Wells (n. 1929)
- (en) K. D. Wentworth (n. 1951)
- (fr) Bernard Werber (n. 1960)
- (de) Franz Werfel (1890 – 1945)
- (en) G. Peyton Wertenbaker (1907 – 1968)
- (bg) Pawel Weshinow (1914 – ?)
- (en) John Anthony West (n. 1932)
- (en) Morris L. West (1916 – 1999)
- (en) Wallace West (1900 – 1980)
- (en) Robert Westall (1929 – 1993)
- (it) Ulisse Westmore, pseudonimo di Marco Paini (1936 – 1990)
- (en) Scott Westerfeld (n. 1963)
- (en) Donald E. Westlake (1933 – 2008)
- (de) Karl von Wetzky (n. 1935)
- (en) James White (1928 – 1999)
- (en) Ted White (n.  1938)
- (en) Leonard Wibberley (1915 – 1983)
- (de) Erwin Wickert (1915 – 2008)
- (de) Bruno S. Wiek, pseudonimo di Walter Troppenz (1897 – 1974)
- (de) Susanne U. Wiemer (? – 1991)
- (en) Stanley G. Weinbaum (1900 – 1935)
- (it) Juan Rodolfo Wilcock (1919 – 1978)
- (en) Cherry Wilder (1930 – 2002)
- (en) Kate Wilhelm (n. 1928)
- (de) Kurt Wilhelm (n. 1923)
- (en) Gordon Williams, nome completo Gordon MacLean Williams (n. 1934)
- (en) Jay Williams (1914 – 1978)
- (en) Nick Boddie Williams (1906 – 1992)
- (en) Paul O. Williams (1935 – 2009)
- (en) Robert Moore Williams alias H. H. Harmon (1907 – 1978)
- (en) Tad Williams (n. 1957)
- (en) Walter Jon Williams (n. 1953)
- (en) Chet Williamson (n. 1948)
- (en) Jack Williamson (1908 – 2006)
- (en) Connie Willis (n. 1945)
- (en) Colin Wilson (1931 – 2013)
- (en) F. Paul Wilson (n. 1946)
- (en) Gahan Wilson (n. 1930)
- (en) Richard Wilson (1920 – 1987)
- (en) Robert Anton Wilson (1932 – 2007)
- (en) Robert Charles Wilson (n. 1953)
- (en) Robert H. Wilson (n. 1931)[131]
- (en) Steve Wilson (n. 1943)
- (de) Charlotte Winheller (1935 – 1995)
- (de) Detlev G. Winte (n. 1951)
- (en) Russ Winterbotham (1904 – 1971)
- (pl) Adam Wisniewski-Snerg (1937 – 1995)
- (de) Frank Wittchow (n. 1942)
- (pl) Edmund Wnuk-Lipiński (n. 1944)
- (en) Jack Wodhams (n. 1931)
- (en) Gary K. Wolf (n. 1941)
- (de) Jürgen Wolf
- (de) Klaus Peter Wolf (n. 1954)
- (en) Bernard Wolfe (1915 – 1985)
- (en) Gene Wolfe (n. 1931)
- (ru) Konstantin Wolkow (1907 – ?)
- (en) Donald A. Wollheim (1914 – 1990)
- (en) Jack Womack (n. 1956)
- (en) Bari Wood (n. 1936)
- (en) William Woolfolk (1917 – 2003)[132]
- (de) Hans Wörner (1903 – 1963)
- (en) Herman Wouk (n. 1915)
- (en) A. T. Wright (1883 – 1931)
- (en) Gary Wright (1930 – 2004)
- (en) John C. Wright (n. 1961)
- (en) Lan Wright (1923 – 2010)
- (en) Susan Wright (n. 1963)
- (en) Sydney Fowler Wright (1874 – 1965)
- (fr) Stefan Wul, pseudonimo di Pierre Pairault (1922 – 2003)
- (en) Pg Wyal alias P. G. Wyal (n. 1947)[133]
- (en) Philip Wylie (1902 – 1971)
- (en) John Wyndham, pseudonimo di John William Parkes Lucas Beynon Harris (1903 – 1969)
- (de) Victor E. Wyndheim (1889 – 1978)

## Y

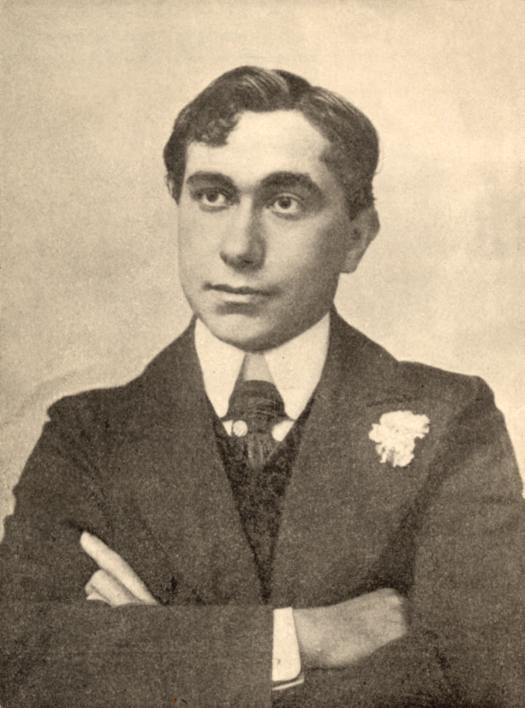
Yambo

- (it) Yambo, pseudonimo di Enrico Novelli (1876 – 1943)
- (en) Chelsea Quinn Yarbro (n. 1942)
- (en) Laurence M. Yep (n. 1948)
- (en) Nicholas Yermakov (n. 1951)
- (en) Jane Yolen (n. 1939)
- (zh) Ye Yonglie (n. 1940)
- (en) Robert F. Young (1915 – 1986)
- (en) Jerry Yulsman (1924 – 1999)
- (en) Sam Youd alias John Christopher (1922 – 2012)

## Z
- (en) Timothy Zahn (n. 1951)

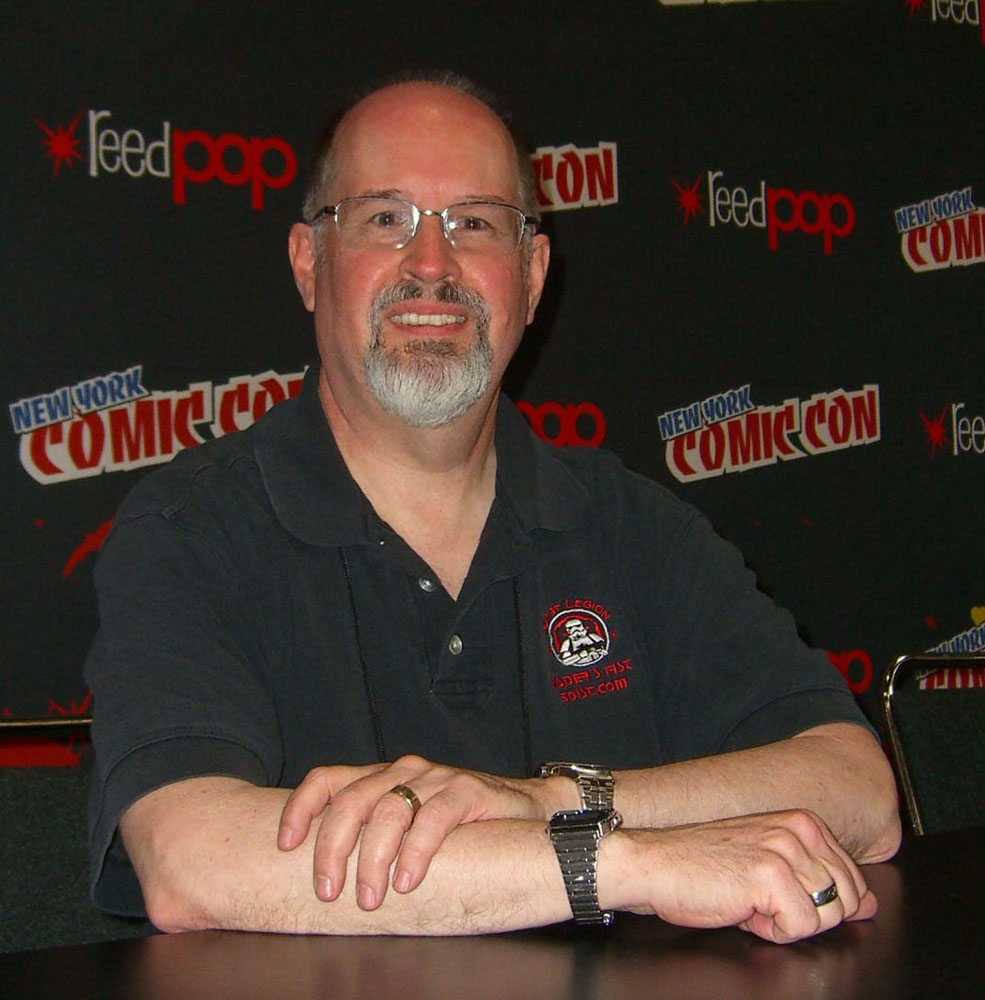
Timothy Zahn

- (pl) Janusz A. Zajdel (1938 – 1985)
- (cs) Miroslav Žamboch (n. 1972)
- (ru) Evgenij Ivanovič Zamjatin (1884 – 1937)
- (de) Georg Zauner (1920 – 1997)
- (en) George Zebrowski (n. 1945)
- (en) Witold Zegalski (1928 – 1974)
- (de) Juli Zeh (n. 1974)
- (en) Karl Zeigfreid, pseudonimo di R. L. Fanthorpe (n. 1935)
- (en) Roger Zelazny (1937 – 1995)
- (cs) Ivo Železný (n. 1950)
- (en) Chloe Zerwick (n. 1923)
- (en) Sarah Zettel (n. 1966)
- (cs) Julius Zeyer (1841 – 1901)
- (de) Thomas Ziegler (1956 – 2004)
- (de) Hans-Heinrich Ziemann (n. 1944)
- (pl) Rafal A. Ziemkiewicz (n. 1964)
- (de) Herbert Ziergiebel (1922 – 1988)
- (de) Werner Zillig (n. 1949)
- (en) Paul Edwin Zimmer (1943 – 1997)
- (en) David Zindell (n. 1952)
- (de) Arnulf Zitelmann (n. 1929)
- (en) Pamela Zoline (n. 1941)
- (de) Emil Zopfi (n. 1943)
- (hu) Péter Zsoldos (n. 1930)
- (it) Ludovico Zuccolo (1568 – 1630)
- (it) Gianluigi Zuddas (n. 1943)
- (pl) Jerzy Zuławski (1874 – 1915)
- (it) Enrica Zunic', pseudonimo di Enrica Lozito
- (de) Gerhard Zwerenz (n. 1925)
- (de) Eduard J. Zwerger[134]
- (de) Peter Zweydorn[135]
- (cs) Jaroslav Zýka (n. 1922)[136]